# Kék Szalag

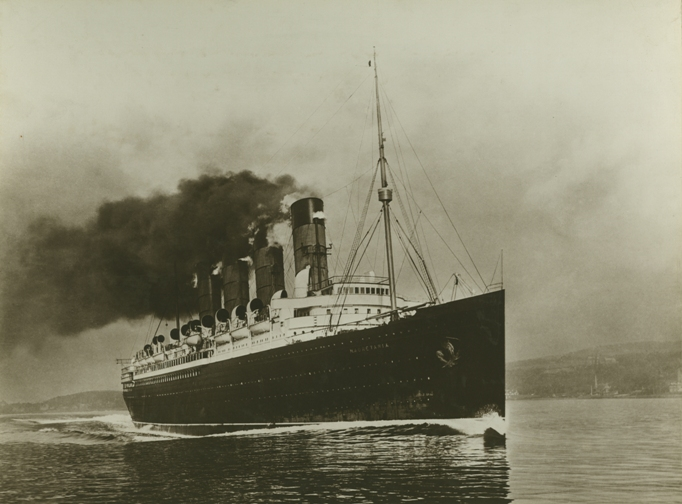
A Kék Szalagot leghosszabb ideig birtokló (1909-1929) brit Mauretania teljes gőzzel haladva

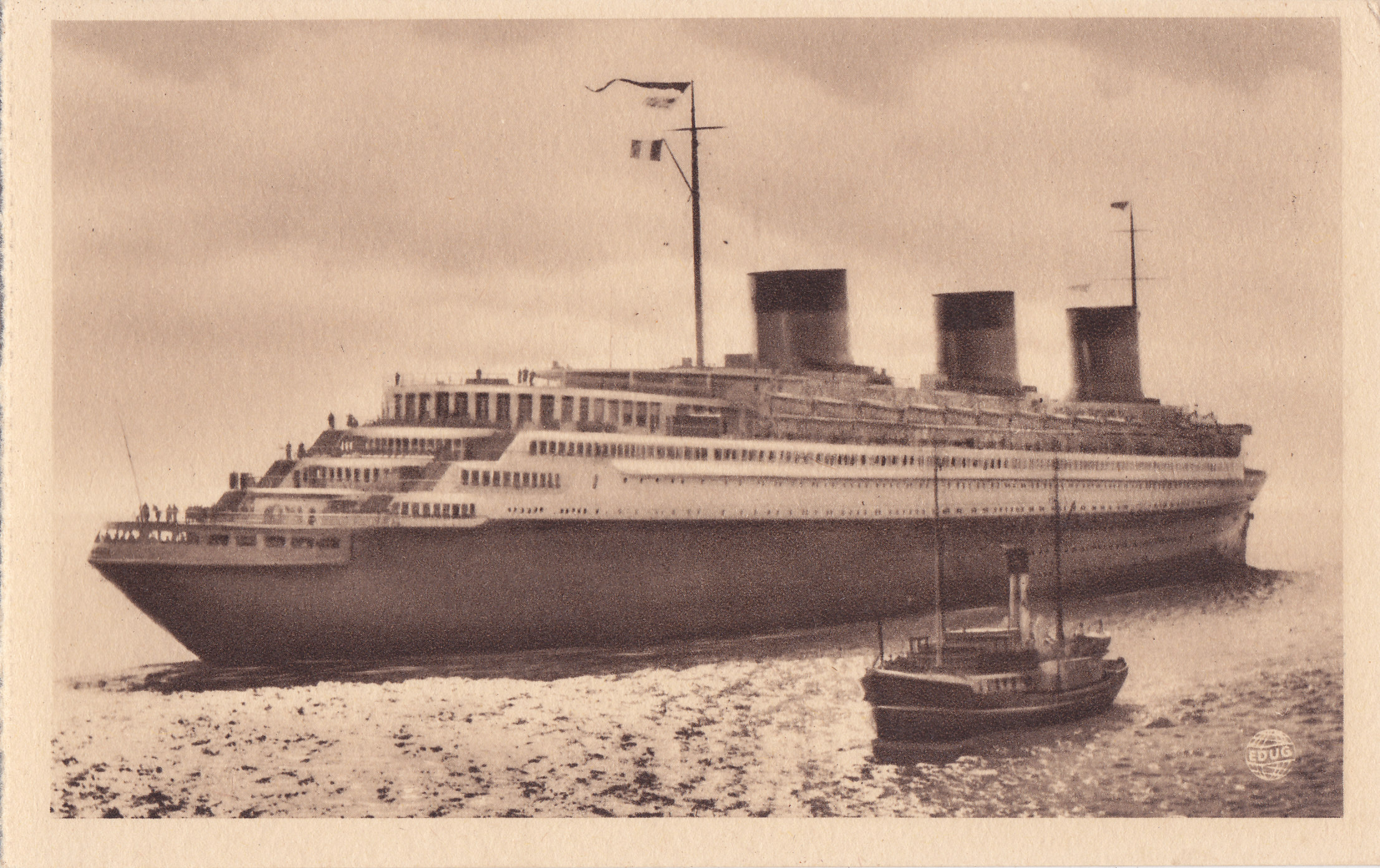
A Normandie francia óceánjáró Le Havre közelében a 30 méteres „Kék Szalaggal” a hátsó árbócának csúcsán az egyetlen hajóként, mely bizonyíthatóan viselte is a kitüntetést

A Kék Szalag (angolul: Blue Riband) a transzatlanti személyforgalomban menetrendszerűen részt vevő személyszállító óceánjárók nem hivatalos kitüntetése volt, amit a mindenkori leggyorsabb átlagsebességű átkelésért ítéltek oda. A kifejezést a lóversenyektől vették át és szélesebb körben csak 1910 után használták. Az egyes hajók átkelés során elért sebességét vették figyelembe, nem pedig a tényleges útidőt, mivel a hajók különböző útvonalakon közlekedtek. A keleti és nyugati irányú átkeléseket külön kezelték, mivel a nyugatnak (Amerikába tartva) az út sokkal nehezebb volt a Golf-áramlat és a térségben uralkodó időjárási rendszerek miatt, amik általában lassabb átlagsebességet engedtek meg.
A Kék Szalagot elnyerő 35 óceánjáró közül 25 volt brit, 5 német, 3 amerikai és egy-egy francia illetve olasz. Közülük 13 volt a Cunard, 5 a White Star, 4 a Norddeutscher Lloyd, kettő-kettő a Collins, az Inman illetve a Guion, egy-egy pedig a British American, a Great Western, a HAPAG, a Società Italia, a Compagnie Générale Transatlantique, a Cunard White Star illetve a United States Lines hajója.
Az utolsó rekordot 1952-ben a United States állította fel, amit azóta sem múltak felül. A leghosszabb ideig a brit Mauretania birtokolta a Kék Szalagot az 1909 és 1929 közti 19 évben. A legrövidebb ideig a német Bremen tudhatta magáénak, 1933 július-augusztusában mindössze hat hétig.
A hajók közül sok jelentős állami támogatással épült meg és tervezésük során katonai megfontolásokat is figyelembe vettek. A Kék Szalag utolsó birtokosát, a United States is úgy tervezték meg, hogy szükség esetén csapatszállítóvá legyen átalakítható. 1935-ig nem létezett formális díj kiosztás, mígnem ekkor Harold K. Hales megalapította a Hales Trophyt, aminek azonban a szabályai eltértek a hagyományosan vett Kék Szalagéitól, például abban, hogy ezzel a trófeával eredetileg csak a nyugati irányú átkeléseket díjazták) és ezt követően több alkalommal módosítottak rajta. Az expressz óceánjárók idejében mindössze három díjazott volt. A trófea továbbra is kiosztásra kerül, bár sokan az United States-t tekintik a tulajdonosának a 21. század elején is, mivel a transzatlanti kereskedelmi személyforgalomban nem volt újabb rekorddöntés 1952 óta.

## Előzménye

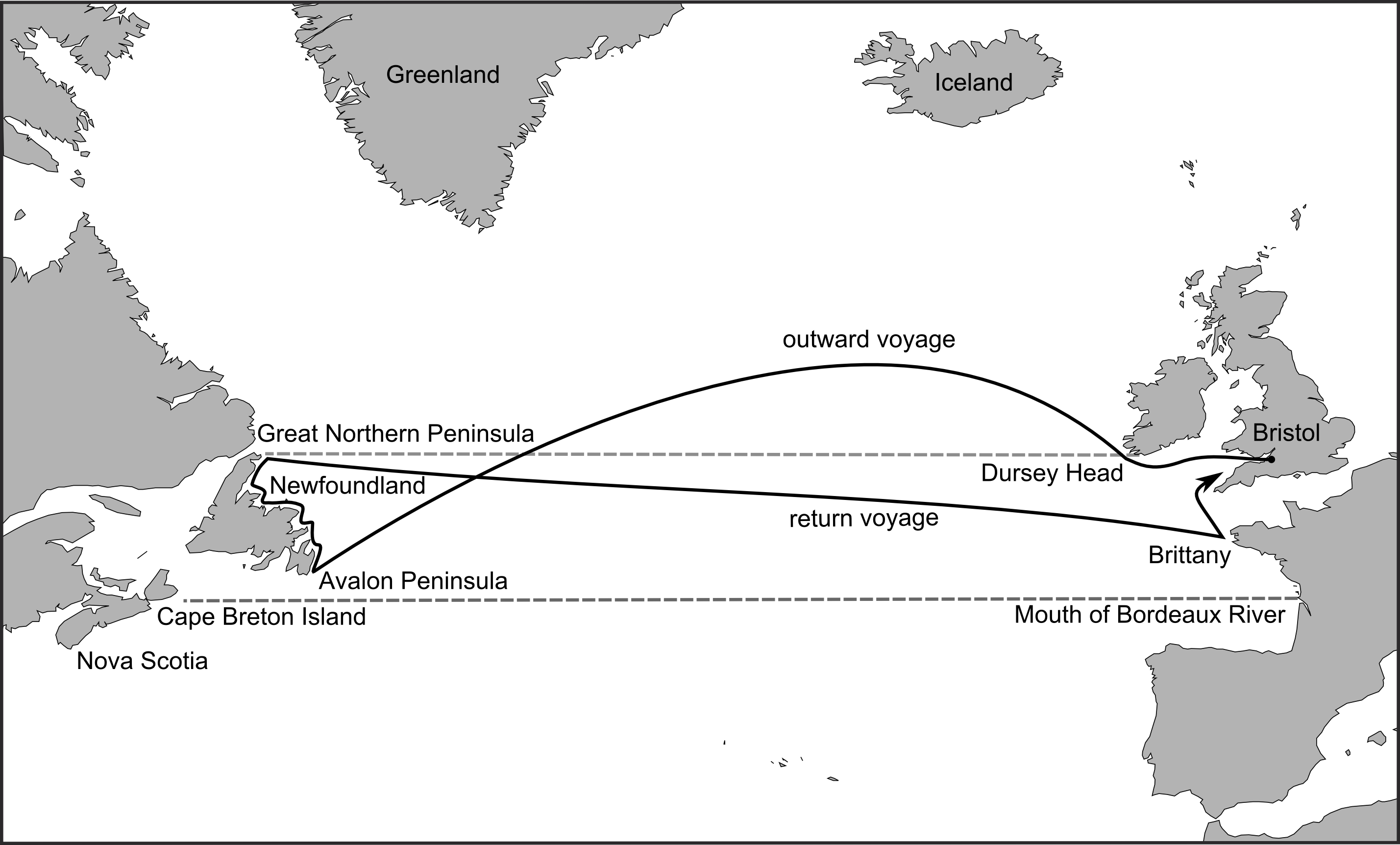
John Cabot második, 1497-es Észak-Amerikába tett utazásának feltételezhető útvonala

Az első dokumentált átkelés az Atlanti-óceán északi részén a nagy földrajzi felfedezések korában John Cabothoz és hajójához, a Matthew-hoz fűződik 1497 nyaráról. A Matthew Bristolból kiindulva 35 nap alatt ért át Új-Fundlandra és a következő hónapban mindössze 17 nap alatt ért vissza.
Az ezt követő három évszázad során számtalan hajó szelte át oda-vissza az Észak-Atlanti-Óceánt az időjárás szeszélyeinek kitéve. Akkor futottak be a kikötőbe, mikor azt az időjárás megengedte, és akkor futottak ki, miután berakodták az árut, gyakran több más kikötőt is felkeresve útközben. Ekkoriban a 30 és 45 napos keleti irányú átkelések nem voltak szokatlanok, míg a nyugati irányú átkelések 65-90 naposak is lehettek. Előbbieket segítette, utóbbiakat nehezítette a Golf-áramlat és a természeti viszonyok. A gőzgépekkel meghajtott hajók függetlenedtek a szél erejétől, ami menetrendszerű, két-három hetenkénti átkeléseket tett lehetővé az óceán két partja között. Ez a transzatlanti közlekedésben új fejezetet nyitott meg.
Az „Atlanti-óceán Kék Szalagja” (Blue Riband of the Atlantic) kifejezést mint a leggyorsabb hajónak járó kitüntetés fogalmát valószínűleg az 1860-as években vezették be a transzatlanti hajótársaságok figyelemfelhívási szándékkal. Más források szerint brit újságírók ötlete volt, akik az 1890-es évektől a Derby-ben rendezett lóverseny mintájára díjazták – legalábbis cikkeikben írásban – a gyorsasági rekordot felállító hajókat a Kék Szalaggal. A Derby-ben zajló lóversenyeken bizonyíthatóan már 1780 óta kék színű szalaggal díszítették a futamgyőztes lovakat, a győzelem látható jeleként. Az ezt megelőző időszak gőzhajóit utólagosan említik a Kék Szalag győzteseiként. Mivel a kitüntetés nem volt hivatalos, így nem is volt olyan felsőbb intézmény, ami a rekorddöntőknek és a hajótársaságuknak odaítélhette volna. Csak 1935-től kezdődően, a Hales-trófea megalapításával kapott a verseny hivatalos jelleget.

## Története
A transzatlanti utasszállító hajók közti versengés történetét utólagosan a Sirius és a Great Western gőzhajók 1838-as átkelésétől számítják. Bár már szelték át korábban is gőzhajók az Atlanti-óceánt – elsőként a Savannah 1819-ben, majd a Royal William 1831-ben –, és ekkor még nem is számítottak gyorsabbaknak a vitorlásoknál (a Columbia vitorlás nyugatról keletnek 15 nap és 23 óra alatt ért át 1830-ban) a Sirius és a Great Western voltak az első gőzhajók, melyek rendszeres, menetrendszerű transzatlanti utazást kínáltak és eközben rivalizáltak is egymással. A Cunard hivatalosan nem ismerte el a leggyorsabb hajónak járó címet, mivel a hajók versenyeztetését nem találták összeegyeztethetőnek a vállalat biztonsági követelményeivel.

### A lapátkerekes gőzhajók korszaka (1838–1872)

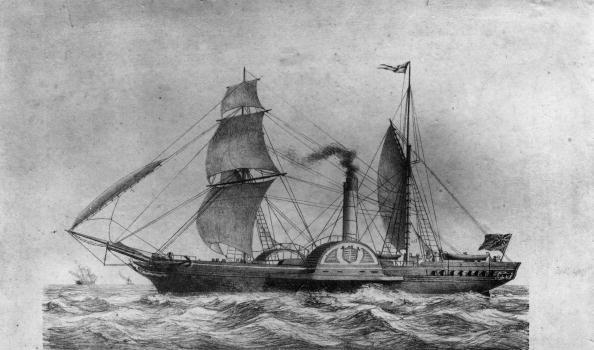
A Siriust tartják az első rekordernek az 1838-as New Yorkba tartó útja révén, amin 8.03 kn átlagsebességet ért el

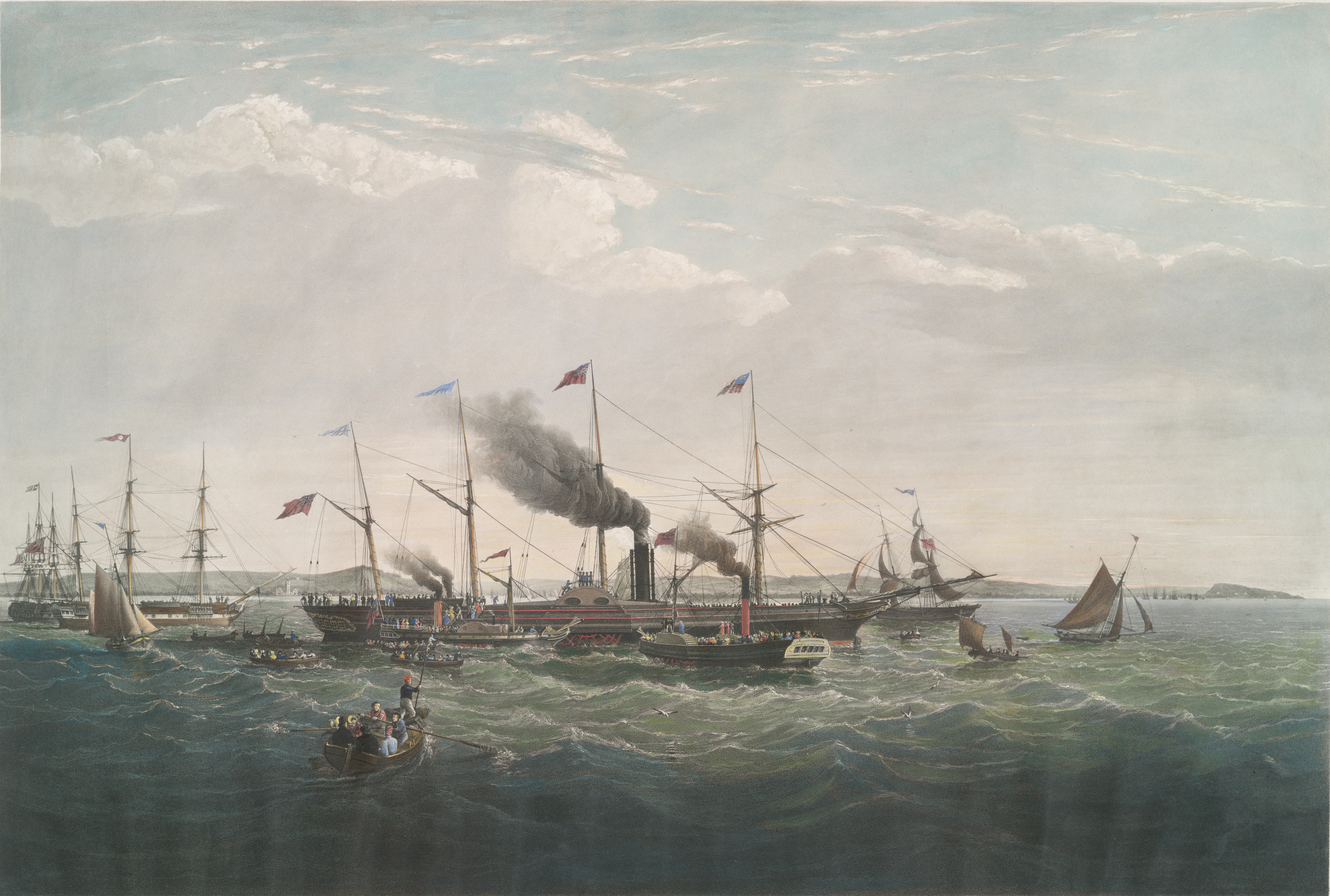
A Great Western 1843-ban 10.03 kn átlagsebességet produkált

Az első transzatlanti utasszállító gőzhajó megépítésének gondolata 1832-ben Junius Smith-től, egy Londonban kereskedésbe fogó amerikai ügyvédtől származott. Az ötlet akkor vetődött fel benne, mikor egy utazása 57 napig elhúzódott. A hasonlóan hosszan elnyúló utazások nem voltak szokatlanok, de erről az esetről az American Rail Road Journal újság is beszámolt. Smith éveken át nem kapott támogatást a tervei megvalósításához, mígnem Macgregor Laird skót hajóépítő befektetővé nem lépett elő. Smith, akit gyakran az „atlanti utasszállító atyjának” (Father of the Atlantic Liner) tekintenek, megalapította a British and American Steam Navigation Company-t azzal a céllal, hogy London és New York között bonyolítson le hajóforgalmat. Nagyjából ezzel egyidőben az újonnan megalapított Great Western Railway vasúttársaság egy 1835-ös igazgatói értekezletén megvitatták a gőzhajók Atlanti-óceánon való alkalmazásának lehetőségeit. A témára állítólag úgy terelődött a szó, hogy Isambard Kingdom Brunel, a vállalat főmérnöke viccelődve megjegyezte, a vasútvonalat úgy lehetne meghosszabbítani, ha építenének egy Bristol és New York között közlekedő gőzhajót. A befektetőket Brunel egyik bristoli barátja, a mérnök és vállalkozó Thomas Guppy toborozta össze. A következő évben megalapították a Great Western Steamship Company-t, bár a (Bristolba tartó) vasútvonal befejezése még évekig eltartott.
1838 tavaszára Brunel Great Western nevű hajója kifutásra készen állt, de Smith hajójának még nem volt hajtóműve. Mikorra a Great Western első útja be lett tervezve, Laird felvetette, hogy a British and American bérelje ki a St. George Steam Packet Company szolgálatában az Ír-tengeren közlekedő Siriust két utazás erejére, és ezzel előzzék meg a Great Western hajótársaságot. Bár a Sirius az ír Cork kikötőjéből négy nappal előbb futott ki az Avonmouthból (Bristol kikötőjéből) útnak induló Great Westernnél, utóbbi nem egész egy nappal ért csak később New Yorkba. A Siriusnak az árbócai egy részét is el kellett tüzelnie az út befejezéséhez az erősen megcsappant szénkészlete miatt. A 8,03 csomós (14,87 km/h) átlagsebességével gyakran a Siriust tekintik az első rekordernek, még ha ez a rekord csak egy napig állt fenn, a Great Western másnapi megérkezéséig. Bár ezt a két hajót tekintik az első két rekordernek és a versengés megalapozóinak, a „Kék Szalag” azonban még évtizedekig nem kerül említésre, mint a leggyorsabb személyszállító elismerése. A Great Western vált az összes sikeres faépítésű lapátkerekes gőzhajó prototípusává és 1843-ban már 10,03 csomós átlagsebességgel szelte át az óceánt.

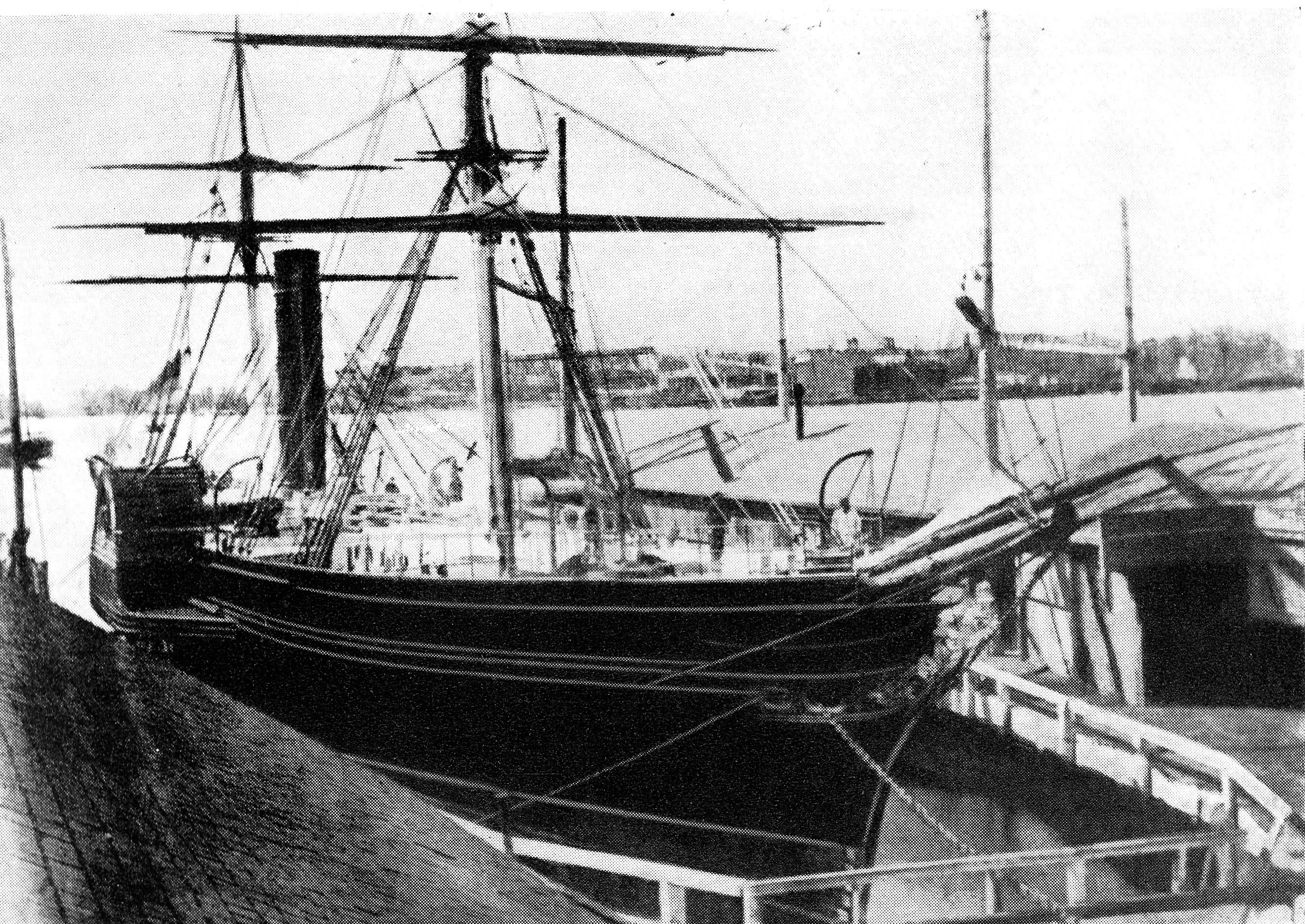
Az Europa 1848-ban 11,79 csomós átlagsebességgel állított fel rekordot

A Cunard Line 1840-ben indította be a Liverpool-Halifax-Boston járatát négy hajóval, melyek a Great Eastern valamivel kisebb verziói voltak és ahhoz hasonló sebesség elérésére voltak képesek. A Cunard kilenc újabb lapátkerekest épített meg. 1846-ra a Cunard maradt az egyetlen talpon maradt gőzhajózási vállalat, főként azért, mert a brit admiralitás ezt a vállalatot bízta meg a postaküldeményei szállításával és mert a biztonságra kiemelt figyelmet szentelt. 1850-ig a leggyorsabb átkelések rekordjait a Cunard hajói érték el. Az Asia ebben az évben 12,25 csomós átlagsebességgel teljesítette a nyolc napos Liverpool-Halifax utat. A rekordokat ebben az időszakban gyakran úgy érték el, hogy hátszél esetén vitorlák felvonásával növelték a sebességet.
A Cunard első rekordért folyó versenyben való részvétele az amerikai tulajdonú Collins Line-nal volt. Az amerikai kormányzat jelentős támogatásban részesítette a Collinst, hogy négy olyan faépítésű lapátkerekes hajót üzemeltessen, melyek jobbak a Cunard legjobb hajóinál. Az első évben, 1850-ben a Pacific 12,46 csomóval állított fel új rekordot egy Liverpoolból New Yorkba való, tíz napig tartó út révén. A Collins hajóinak egyik újdonsága volt, hogy az eddigi ferde klipper-orr helyett függőleges kialakítású orrt kaptak. Ezt a megoldást a többi hajótársaság – és a haditengerészetek is – átvették és hosszú évtizedikig meghatározta hajók kinézetét. A Collinsot azonban hamarosan nagy csapás érte az Arctic nevű hajójának Új-Fundland partjainál való elsüllyedésekor. A tragédiában az utasok nagy része a tengerbe veszett.
A következő évben a Cunard az első vasból készült hajótesttel rendelkező lapátkerekes hajó, a Persia szolgálatba állításával tovább növelte a nyomást a Collinson, mely hajó 9 nap és 16 óra alatt teljesítette a Liverpool–New York útvonalat 13,11 csomós átlagsebességgel. A krími háború alatt a Cunard tizenegy hajóját állította hadi szolgálatba és felfüggesztette az összes járatát a Liverpool–Halifax–Boston útvonalon közlekedőt kivéve. A Collins rivális hiányában egyre sikeresebb tudott lenni a háború ideje alatt, de 1858-ban két gőzhajójának elvesztése után a vállalat összeomlott. Így a Cunard vált az első osztályú utasszállítás vezető vállalatává és 1862-ben szolgálatba állította a Scotiát, az utolsó lapátkerekes gőzhajót, mely rekordot állított fel a Queenstown-New York vonalon 14,46 csomóval. A Scotia volt az utolsó jelentősebb lapátkerekes, amit az atlanti utasforgalom bonyolítására rendeltek meg, mivel a Cunardnak az admiralitással kötött szerződése alapján a lapátkerekes hajóit szükség esetén a katonai szolgálatra kellett bocsátania.

### Az egy hajócsavaros gőzhajók korszaka (1872–1889)

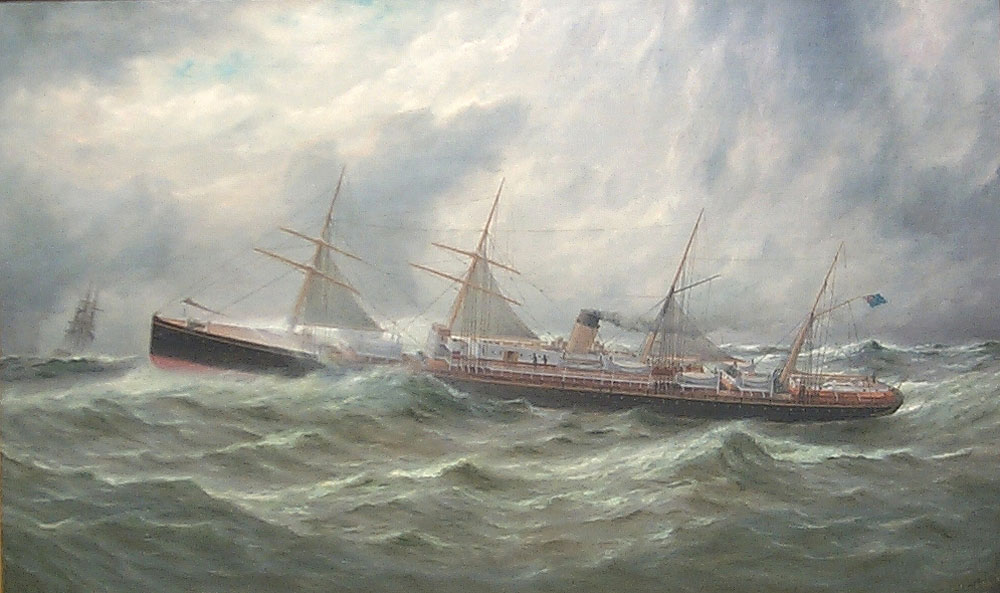
A White Star Adriatic nevű hajója, az első sikeres hajócsavaros utasszállító, mely 1872-ben 14,65 csomós átlagsebességet ért el.

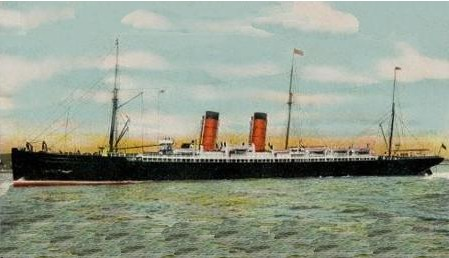
A Cunard által 1885-ben szolgálatba állított Etruria 19,56 csomóval állított fel rekordot 1888-ban

1845-ben Brunel Great Britain nevű hajója lett az első vasból készült héjazatú hajócsavaros utasszállító az Atlanti-óceánon. Többször próbáltak vele sebességi rekordot elérni, de nem jártak sikerrel és végül feladták a próbálkozást. 1850-től az Inman Line számos harmad osztályú hellyel rendelkező kisebb hajót épített és 1866-tól kezdve a Scotiával egyenértékű hajócsavaros expresszhajókat kezdett szolgálatba állítani. Az admiralitás engedélyezte a Cunard számára, hogy megrendelje az első hajócsavaros expressz-utasszállítóját, a Russiát. 1871-ben a két vállalat új riválist kapott amikor a White Star Line szolgálatba állította az Oceanicot és annak öt testvérhajóját. A következő évben a White Star Adriatic nevű hajója megdöntötte a Scotia rekordját 14,65 csomós átlagsebességgel. A White Star új rekorddöntő hajói különösen gazdaságosak voltak, mivel kompaund gőzgépeik voltak, azonban a hosszúság-szélesség arányuk (a korábbi 8:1-hez képest 10:1-hez) nagyban hozzájárult a vibráció erősödéséhez. Ezt kiküszöbölendő a White Star az étkezőt a hajó közepén helyezte el és a hajóit sokkal fényűzőbbre építette meg. Az Inman ezen új szempontok alapján építette újjá a flottáját, míg a Cunard lemaradt kettejük mögött. 1875-ben az Inman új hajója, a City of Berlin 15,21 csomós átlagsebességgel állított fel rekordot.
Az 1873-ban kezdődő és öt évig tartó hajózási válság idején William Pearce, a John Elder hajógyár egyik partnere, arra a meggyőződésre jutott, hogy az a gőzhajó termelhet nyereséget, amelyik csak utasokat és könnyű terhet szállít, mivel több utas számára lehet attraktív és kevesebb időt kell kikötőben töltenie. Ezért felvetette egy olyan hajó megépítésének ötletét, melybe a méretei által megengedett legerősebb hajtóművet építik be és ezzel mindent a sebességnek vetnek alá. Mikor a Cunard visszautasította a felvetését, Pearce a főként harmad osztályú helyekkel kialakított hajókra koncentráló Guion Line-hoz fordult vele. A Guion már próbálkozott korábban is próbált beszállni a versengésbe, de az 1874-75-ben szolgálatba állított két rekorddöntőnek szánt hajója, a Montana és a Dakota messze elmaradtak a várt teljesítménytől és a Kék Szalag történetének legnagyobb csalódásainak számítanak.
A Pearce Guionnál való munkássága során születtek meg „az Atlanti-óceán agarai” (Greyhounds of the Atlantic), az Arizona és az Alaska. Közülük az elsőként megépített Arizonát az egyik tengerészettel foglalkozó történész „felpiszkált transzatlanti hot rodként” írta le. Ez a hajó csak egyszer döntött meg egy keleti irányú rekordot, a két évvel később szolgálatba állított hajójával, az Alaskával a Guion 16,07 csomóra javította legnagyobb átlagsebességet. A program folytatásaként Pearce kedvező feltételekkel ajánlotta fel a harmadik egység, az Oregon megépítését a Guionnak. Ez a hajó 18,56 csomós rekordot állított fel 1884-ben. Ezek a hajók nem voltak kellően kényelmesek és a fokozott szénfelhasználásuk miatt nem voltak gazdaságosak sem, de egy ideig népszerűnek számítottak az amerikai utazók számára amiért hazai hajótársasággal utazhattak. Ez oda vezetett, hogy a Guionnak elfogyott a pénze és az Oregont vissza kellett adnia a hajógyárnak, tíz évvel később, 1894-ben pedig végleg fel kellett hagynia a hajózással.
A versenyből hosszú ideig kimaradó, a lapátkerekesekről a hajócsavaros hajókra nehézkesen átálló Cunard végül hozzálátott az átszervezéshez. Az 1879-ben részvénytársasággá átalakuló hajótársaság 1884-ben megvette az Oregont a Guiontól, miután az elmaradt a fizetéseivel a hajógyár irányába. Ezzel a Cunard ismét egy gyorsasági rekordra esélyes hajóra tett szert és két évtizedes kihagyás után több rekordot is felállított vele keleti irányban. 1886-ban az Oregon elsüllyedt, de az utasainak nagy részét sikerült megmenteni, így az eset nem vetett rossz fényt a vállalatra. Még az Oregon megvásárlásának évében, 1884 novemberében szolgálatba állította az első fémtestű rekordereit, az Umbriát és az Etruriát. Az Etruria volt a gyorsabb a két hajó közül és 19,56 csomóra sikerült javítania a rekordot 1888-ban egy hat napos és két órás út során Queenstownból Sandy Hookig. Ezek a hajók képezték azonban az egy hajócsavaros óceánjárók teljesítményének határát.

### A két hajócsavaros gőzhajók korszaka (1889–1907)

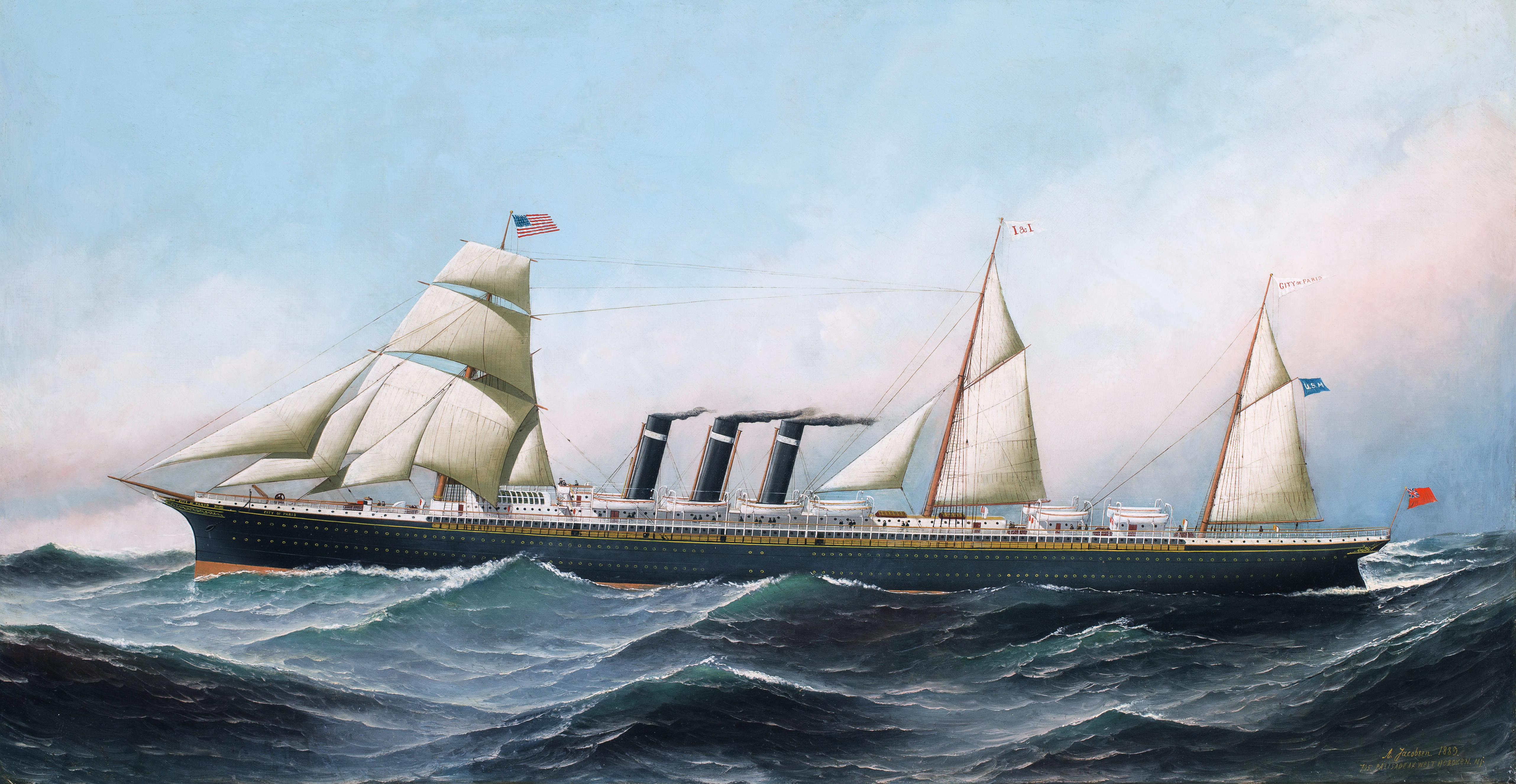
Az Inman City of Paris nevű hajója lépte át elsőként a 20 csomós határt 1889-ben

Az Inman nehéz idők elé nézett, miután a rekorddöntőnek szánt új hajójuk, a City of Rome nem felelt meg a várakozásoknak és 1882-ben visszaküldték a megépítőinek. Az Inman igazgatói beleegyeztek a végelszámolás végrehajtásába, így a legnagyobb hitelező, a philadelphiai International Navigation Company felvásárolhatta az Inman eszközállományát. Az új tulajdonosok biztosították a tőkét két kiváló rekordfelállító hajóhoz, a két hajócsavarral megépített City of New Yorkhoz és a City of Parishoz, melyek az első 10 000 BRT-nál nagyobb utasszállítók voltak. 1889-től kezdődően az utóbbi hajó négy alkalommal javította meg a rekordot, 1892-ben már 20,7 csomós átlagsebességet elérve. A White Star, mely az 1875-ben elkészült Germanic óta nem épített expressz utasszállítót, 1889-ben állította szolgálatba a rekorddöntésre képes Teutonicot és 1890-ben a Majesticot, melyek megépítéséhez az admiralitás nyújtott támogatást annak fejében, hogy háborús helyzetben kereskedelmi cirkálókként (segédcirkálókként) alkalmazhatja őket a flotta. Ezek bizonyultak a White Star utolsó Kék Szalag-győztes hajóinak, amikre a Cunard 1893-ban két egységgel válaszolt, a Campania és a Lucania révén. A következő évben a Lucania 21,81 csomós rekordot ért el. Az Inman a nevét American Line-ra változtatta és két újabb expressz utasszállítót rendelt amerikai hajógyáraktól, de nem tett kísérletet a Cunard hajói által felállított rekord megdöntésére. 1894-ben a Guion felhagyott a hajózással, mivel a hajói eddigre már reménytelenül elavultnak számítottak.

#### A német hajótársaságok évtizede (1897–1907)

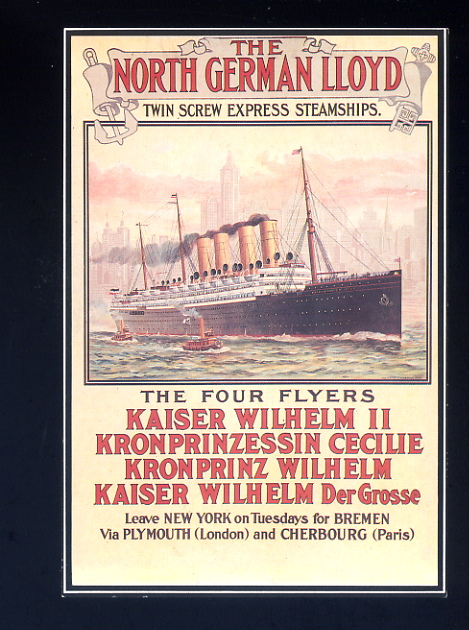
A Norddeutscher Lloyd négy Kaiser-osztályú hajói számítanak az első igazi luxus-óceánjáróinak – közülük három is volt a birtokosa a századforduló környékén

Nem sokkal azután, hogy a Cunard visszaszerezte elsőségét, új versenytársak jelentek meg a színen. Az 1860-as évek elejétől számos német cég állított szolgálatba olyan hajókat, melyek közel olyan gyorsak voltak mint a liverpooli brit postahajók. 1889-ben a hamburgi HAPAG négy darab két hajócsavarral ellátott gőzhajóra tett szert, melyek sebessége elérte a 18 csomót. A hazai riválisa, a brémai Norddeutscher Lloyd (NDL) le volt maradva tőle 1895-ig, mikor is két olyan hajót rendelt meg, melyekkel gyorsasági rekordot akart dönteni. 1898-ban a Kaiser Wilhelm der Große 22,29 csomóra javította a leggyorsabb átkelés átlagsebességét, míg a másik NDL-hajó, a Kaiser Friedrich nem volt képes elérni a megrendelésben meghatározott sebességet, ezért visszaadták az építőnek. A HAPAG által megépített Deutschland 1900-ban 23,06 csomóra javította a rekordot, azonban a hamburgi cég nagy teljesítményű óceánjáróinál gondot okozott a túl nagy vibráció. A Deutschland emiatt a kellemetlen „koktélrázó” (cocktail shaker) becenevet kapta. 1902-ben a folyamatos és erős vibráció következtében a hajófarának egy részét is elveszítette. A Deutschland maradt a HAPAG egyetlen hajója, mely szert tett a Kék Szalagra.
A gyorsan fejlődő német ipar produktumainál a sebességen és a biztonságon nagy hangsúlyt fektettek a kényelemre és a pazar belső felszereltségre is. A Kék Szalagot 1897 és 1899 között birtokló Kaiser Wilhelm der Große és testvérhajói voltak a prototípusai a mai modern luxushajóknak. A német óceánjárók sikere szenzációszámba ment, mivel eddig mindig brit vagy amerikai hajók nyerték el a Kék Szalagot. 
A Norddeutscher Lloyd sikerét a White Star az 1899-ben megrendelt és 17 274 BRT-val a világ legnagyobb hajójának számító Oceanickel próbálta megtörni, aminek a tervek szerint legalább 21 csomós sebességet kellett volna elérnie, de a vele elért maximális sebesség is csak 19,57 csomó volt. A csalódást keltő hajót ezután 17 csomós utazósebességgel közlekedtették. A gyors német hajókkal való versengés helyett a White Star ezután inkább távol maradt a rivalizálástól és a mérsékeltebb sebességgel rendelkező Celtic-osztály négy nagyméretű luxus-óceánjáróját („big four”) építette meg, amiket a „big is beautiful” („a nagy szép”) jelszóval reklámozott. 1902-ben a White Star csatlakozott a J. P. Morgan pénzintézet által létrehozott amerikai International Mercantile Marine Co. érdektársuláshoz (IMM), mely tulajdonolta az American Line-t több más hajótársaság mellett és a transzatlanti utasforgalomban monopolhelyzet megszerzésére törekedett az összes számottevő résztvevő felvásárlásával. Az IMM rendelkezett kereskedelmi egyezményekkel a felvásárlásnak ellenálló, de a konkurenciaharcot kerülni igyekvő két nagy német hajótársasággal, az NDL-lel és a HAPAG-gal, melyek ekkor a világ két legnagyobb hajótársaságának számítottak. A HAPAG a Deutschlandnál szerzett kellemetlen tapasztalatok után szintén kivált a leggyorsabb átkelésért folytatott küzdelemből és a Celtichez hasonló nagyméretű luxushajók építésébe kezdett. A Norddeutscher Lloyd vele szemben a nagy sikerű Kaiser Wilhelm der Große alapján további három hasonló egységet állított még szolgálatba, létrehozva így egy négy hajóból álló homogén flottát, amit Németországban Kaiser-osztályként, angol nyelvterületen „the four flyers”  névvel emlegettek.

### Állami megrendelésre készült hajók korszaka (1907–1969)

#### A turbinahajtású utasszállítók megjelenése

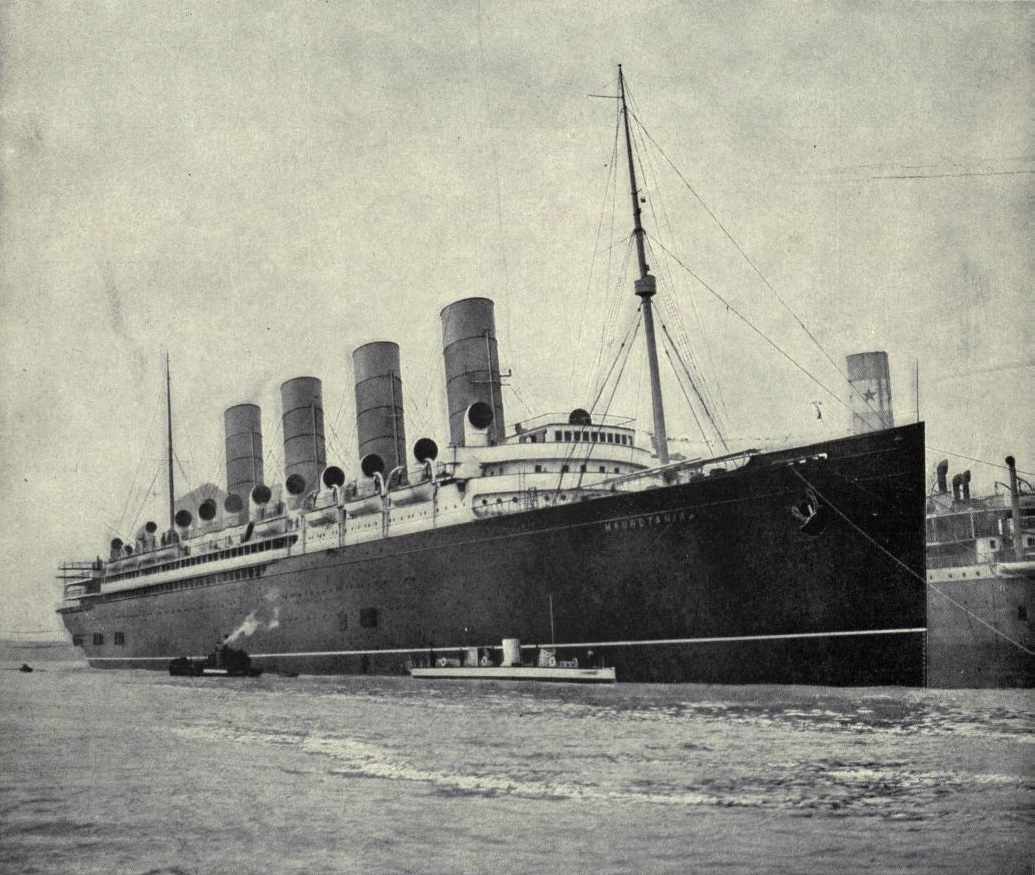
A Cunardhoz tartozó Mauretania 1909 és 1929 birtokolta a Kék Szalagot 26,06 csomóval

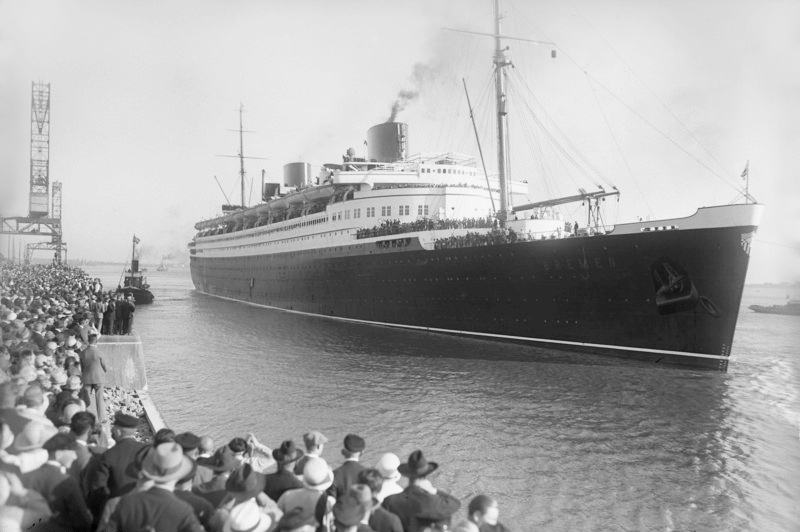
A Bremen (NDL) döntötte meg a Mauretania rekordját 1929-ben 27,83 csomóval

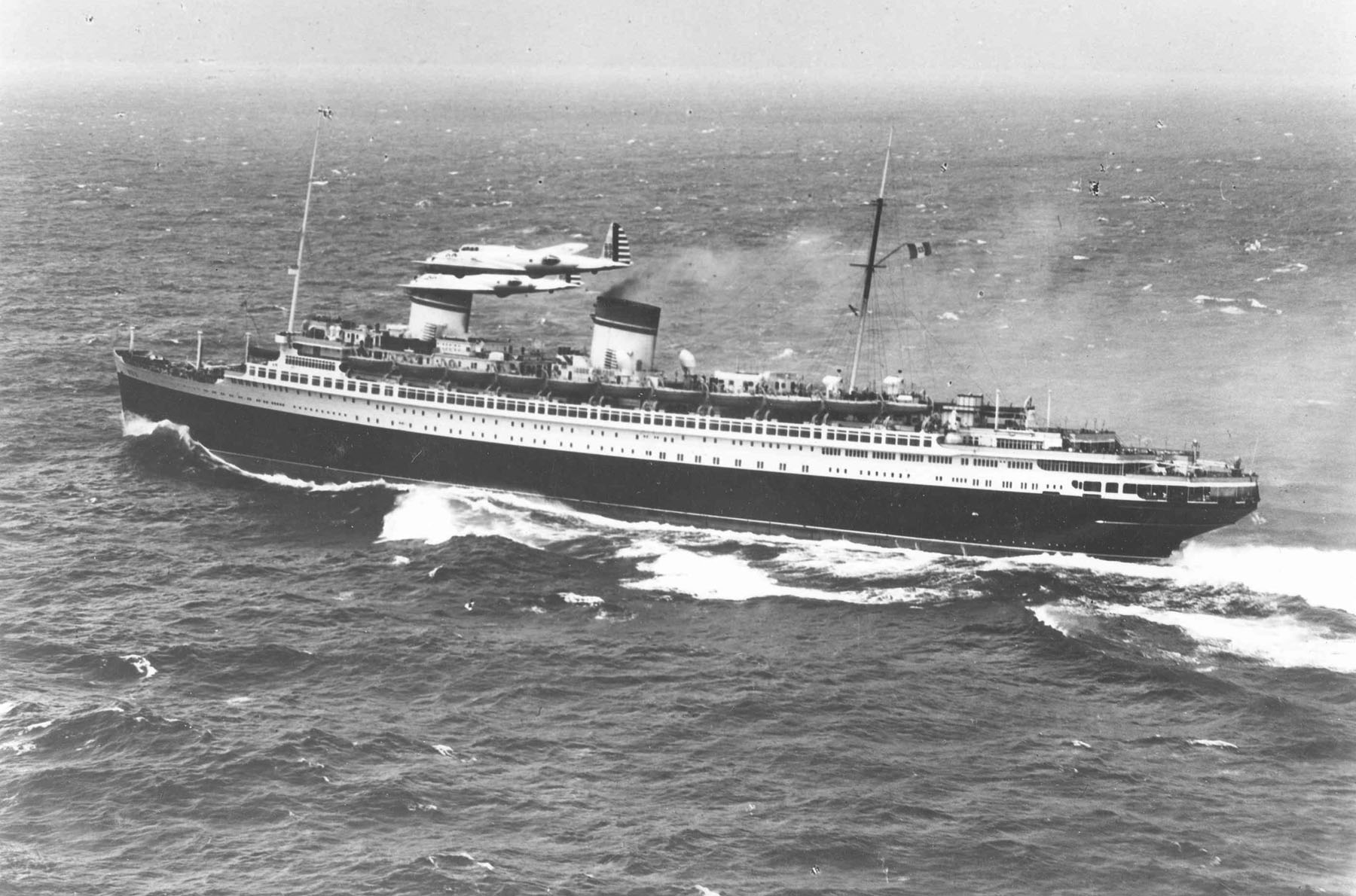
Az olasz Rex 1933-ban csatlakozott a Kék Szalagos klubba 28,92 csomóval

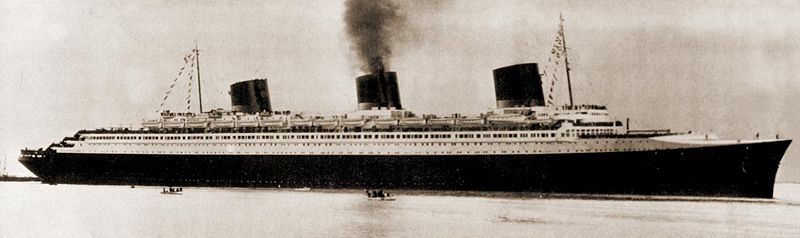
A francia Normandie (CGT) az 1937-es rekordbeállító (30,58 csomó)

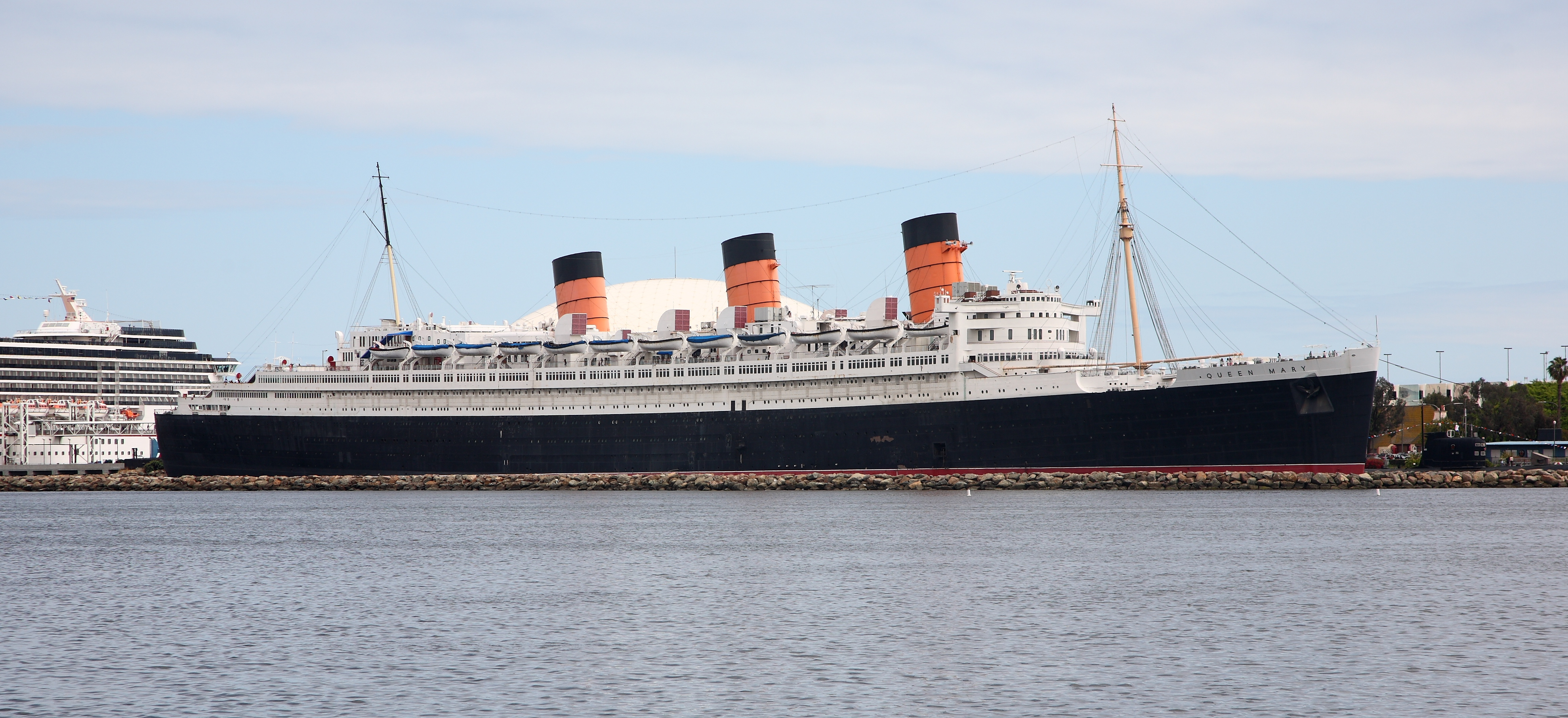
A Queen Mary, a Kék Szalagot 1938-ban a Cunardnak visszaszerző óceánjáró 31,69 csomóval

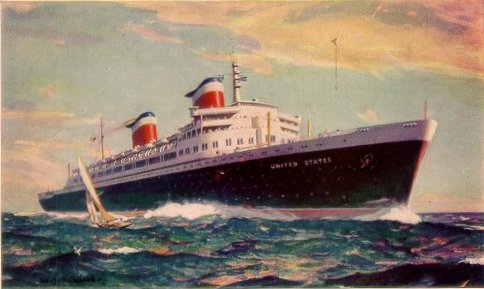
United States. 1952. 35,59 csomó

1902 után csak a Cunard és a francia Compagnie Générale Transatlantique (CGT) maradt független az IMM-től. A britek számára a presztízsük volt a tét és ezért a kormányzat évente 150 000 font támogatást nyújtott a Cunardnak, ezen felül egy 2,5 millió fontos alacsony kamatú hitelt nyújtott két „szuperóceánjáró” („superliner”), a Lusitania és a Mauretania megépítéséhez azzal a feltétellel, hogy lefoglalhatja őket a haditengerészet és felfegyverzett kereskedelmi cirkálókká (segédcirkálókká) alakíthatja őket szükség esetén. 1907-tel kezdődően mind a két hajó elnyerte a Kék Szalagot és a Mauretania 1909-ben felállított 26,06 csomós rekordja húsz éven át megdöntetlen maradt. Ezek a hajók azonban nagy árat fizettek a nagy sebességért, mivel számos olyan előnyről le kellett mondani ehhez, ami a White Star vagy a HAPAG új luxushajóin megtalálható volt és a napi üzemanyag-szükségletük is 1000 t szenet tett ki. A Cunard e két fő riválisa egyaránt három-három egységet rendelt, melyek még nagyobbak voltak a korábbiaknál. A White Starnál ez a 21,25 csomóra képes Olympic-osztály, a HAPAG esetében a 22,5 csomós Imperator-osztály volt ez. A Cunard is a háromhajós osztály mintáját választotta, mikor megrendelte az Aquitaniát.
A Titanic kapcsán elterjedt az a szóbeszéd, hogy a Kék Szalag megszerzésére törekedve haladt túl gyorsan és ez közrejátszott a jégheggyel való összeütközésében. Ez azonban minden valószínűség szerint téves feltételezés, mivel a Titanicot luxus-óceánjárónak építették, nem pedig sebességi rekordok megdöntésére, és a 22-23 csomós végsebességével nem lett volna esélye a Mauretania 26 csomós rekordját megdönteni.

#### A két világháború között
Az első világháború után a transzatlanti utasszállítás erősen átrendeződött. 1914-ig a hajótársaságok fő bevételi forrását a kivándorlók képezték, azonban az Egyesült Államok a háború után a bevándorlást drasztikusan korlátozó törvényeket hozott és a 20. század közepéig nem játszott jelentős szerepet ez az ügyfélcsoport. Az új középosztály vált a meghatározó ügyfélcsoporttá. A fedélközök eltűntek, helyettük létrejöttek a turistaosztályok. Új sebességi rekorderhajók megépítésére nem volt igény, az új szituációt előbb meg kellett szokniuk a hajótársaságoknak.
Az első világháború következtében a HAPAG és a Norddeutscher Lloyd elveszítették a legjelentősebb hajóikat. 1926-ban az Egyesült Államok az NDL-nek 27 millió dolláros kompenzációt fizetett az elkobzott hajók után. Eddigre a turbina-technológia fejlődése, a jobb hajótestkialakítás és az üzemanyagként a szenet váltó fűtőolaj használata jóval emberbarátibb rekorder hajók megépítését tette lehetővé. Ezekkel a fejlesztésekkel az NDL két olyan hajót rendelt meg, melyek öt nap alatt képesek lehettek az Atlanti-óceán átszelésére: a Brement és az Europát. Az amerikai kormányzat azonban a kompenzációt visszatartotta a német kormányzati adósság miatt és Berlin kénytelen volt anyagilag kisegíteni az NDL-t a projekt folytatásának érdekében. A Bremen az 1929-es rekorddöntőnek szánt útján 27,83 csomós csúcsot állított fel, amit az Europa 1933-ban 27,92 csomóra javított.
1928-ban a brit válaszként az NDL rekorder hajóira a White Star egy új dízel-elektromos meghajtású, 1000 láb hosszúságú óceánjárót rendelt meg, melynek az Oceanic nevet szánták, és hajtóműveit 200 000 lóerősre tervezték. Az építésének 1928 június 28-án álltak neki, de a hajótársaság nem rendelkezett a befejezéséhez szükséges tőkével, ezért az építését hosszabb ideig szüneteltették, végül 1931-ben a lefektetett gerincet elbontották. A kort megelőzőnek számító hajtóművei elég erősek lettek volna a Kék Szalag elnyeréséhez.[forrás?]
1929-ben két olasz hajótársaság rendelt egy-egy óceánjárót, melyeket a német Bremen-osztály alapján építettek meg. Épp elkészültek ezek a hajók, mikor az olasz állam nemzeti kézbe vette a hajóipart létrehozva a köznyelven Società Italia néven ismert hajótársaságot (hivatalosan: Italia – Società di Navigazione, angolul egyszerűen: Italian Line). Bár mind a két szuper-óceánjáró sikeresnek bizonyult, mégis csak a Rex tudta elhódítani a Kék Szalagot 1933-ban 28.92 csomós átlagsebességgel átszelve az óceánt.
A CGT is rendelt egy új szuper-óceánjárót 1929-ben, a következő évben pedig a Cunard látott neki egy 80 000 tonnás hajó építésének, mely az első volt abból a kettőből, melyek rekordot állítottak fel és elég gyorsak voltak ahhoz, hogy hetente két alkalommal lehessen a Southampton–New York vonalon járatot közlekedtetni velük. A CGT ennek hatására módosította a terveit és az új óceánjárója még nagyobb lett. Ahogy azonban az 1929-es válság egyre jobban érintette a hajózást, a Cunard 534-es jelzéssel épülő új hajójának építését leállították, míg a francia hajó építése tovább folytatódott a jelentős állami támogatásnak köszönhetően. 1934-re mind a Cunard, mind a White Star gyengélkedett, ezért a kormányzat hozzájárult a Cunardnak nyújtandó három millió font értékű kölcsönhöz, aminek segítségével az 534-es jelzésű hajót, a későbbi Queen Mary-t, be lehetett fejezni, és további 5 millió fontos kölcsönt biztosított egy második hajó, a Queen Elizabeth megépítéséhez, azzal a feltétellel, hogy a Cunard egyesül a White Starral.
A CGT Normandie-ja 1935-ben állt szolgálatba és 313,75 méterével a leghosszabb és 79 280 BRT hajóterével a legnagyobb hajónak számított elkészültekor. Még ebben az évben 29,98 csomóval megszerezte a Kék Szalagot és New Yorkba való megérkezésekor egy 30 méter hosszúságú kék zászlót vont fel a hátsó árbócának csúcsára – minden méterével egy csomóra utalva. Erről egy fotó is készült, amivel a Normandie az egyetlen olyan hajó, mely bizonyíthatóan viselt is a Kék Szalagot.
A Queen Mary a következő évben állt szolgálatba és hamarosan 30,14 csomóra javította a rekordot. A két óceánjáró ezután egymástól vette el több alkalommal a díjat, míg végül a brit hajó 1938-ban 30,99 csomót ért el, amit a francia vetélytárs már nem tudott felülmúlni. A Queen Mary testvérhajója, a Queen Elizabeth már a Németországnak küldött hadüzenet után állt szolgálatba és soha nem kísérelték meg vele elhódítani a Kék Szalagot. A háború alatt az óceánjárókat csapatszállítóként használták. Winston Churchill úgy becsülte, hogy a Cunard két Queen-je egy évvel segített megrövidíteni a világháborút.

### A Hales-trófea megalapítása
1935-ben Harold K. Hales (1868–1942), a brit parlament egyik képviselője és egy hajótársaság tulajdonosa díjat alapított (a Hales Trophy-t), mellyel az Atlanti-óceánt átszelő leggyorsabb hajót tüntették ki. A célja ezzel az volt, hogy a transzatlanti versengés szabályait rögzítse. Az alapítóról nevezett trófea ezüstből készült, 120 cm magas, 46 kg-os volt és elnyerésének szabályai nem feleltek meg annyiban a Kék Szalag hagyományos szabályainak, hogy csak a nyugatnak, Amerikába tartó leggyorsabb felszíni utasszállítóhajók kaphatták meg. Az északi útvonalon az Angliától délnyugatra lévő Scilly-szigetekhez tartozó Bishop Rock szirttől számították a New York kikötőjének bejárata előtt lehorgonyzott Ambrose világítóhajóig (Ambrose Light). A Földközi-tengerről kifutó hajók számára kijelölt déli útvonal a Gibraltártól 15 tmf-re délre lévő Punta Marroquítól kezdődött. Ez utóbbin egyetlen egy alkalommal hódította el az olasz Rex a Hales-trófeával járó Kék Szalagot 1933-ban.
Továbbra az elért átlagsebességet vették figyelembe és a rekordok megállapításához létrehozták a Kék Szalag Bizottságot (Blue Riband Committee). Némi problémát jelentett az útvonalak eltérő hossza. Az északi mintegy (2300 tmf hosszúságú volt, de ezen felül 100 tmf-fel hosszabb vagy rövidebb lehetett attól függően, hogy valamelyik La Manche menti kikötőből indult útnak a hajó vagy a Szent György-csatornáról. A déli útvonal két végpontja között mintegy (3100 tmf volt a távolság. Ezek a részletek néha zavart okozott egy új rekord megállapításakor. A menetközben eszközölt szabályváltoztatások tovább bonyolították a helyzetet és végül csak három hajó lett kitüntetve a Hales-trófeával: a Rex 1935-ben, a Normandie 1936-ban és az United States 1952-ben.
Az állami hozzájárulással megépített hajók közül csak a Queen Mary, a Queen Elizabeth és az Europa élte túl a háborút. Az Europa a CGT-hez került, ahol Liberté névvel állították szolgálatba. Átépítése során nem volt szempont a korábbi sebességének újbóli elérése. Az Egyesült Államok kormányzatára nagy hatással volt a brit Queenek csapatszállítói képessége és ez egy olyan szuper-óceánjáró megrendelésére késztette, melyet utasszállítóként és csapatszállítóként is egyaránt alkalmazni lehetett. A United States névre keresztelt hajó az első, Európába tett útján 35,59 csomóval hódította el a Kék Szalagot, míg a nyugati irányba hajózva 34,51 csomóra javította a rekordot. 1958-ban a transzatlanti légitársaságok szolgálatba állították az első sugárhajtóműves utasszállító repülőgépeiket és a tengeri utasszállítás ezután egyre inkább háttérbe szorult. A Libertét 1961-ben vonták ki a szolgálatból, a Queen Maryt 1967-ben, a United States-et 1969-ben.

### A Kék Szalag napjainkban (1969-től)
A United States 1952-es sikerével és a Cunard azon döntésével, hogy nem törekszik a Kék Szalag visszaszerzésére, a verseny ismét alábbhagyott. Egyre inkább érzékelhető volt, hogy a gyors óceánjárókkal való transzatlanti utazások a múltba vesznek és felváltják őket a repülőgépek.
Az 1930-as években a légi közlekedés már versengett az óceánjárókkal a transzatlanti személyforgalom lebonyolításáért. 1936-ban a német DELAG szolgálatba állított egy léghajót, mely New Yorkba szállított utasokat. A Hindenburg Európából Amerikába 53 és 78 óra közötti időtartamokban teljesítette a távot. A rákövetkező évben az Empire Airways Caledonia nevű repülőcsónakja egy kísérleti repülés során már 15 óra alatt át tudta repülni az óceánt.
A háború után tovább csökkent a repülési idő a behúzható futóművel rendelkező repülőgépeknek köszönhetően, mint amilyen a Lockheed Constellation volt. Nagy reményeket fűztek az 1952-ben megjelenő sugárhajtóműves de Havilland Comethez, de ezeket szertefoszlatták a sorozatos balesetek, melyek véget vetettek a Comet-programnak. Sugárhajtóműves repülőgépekkel végül 1958-tól indultak be a rendszeres repülőjáratok a két kontinens között a Boeing 707-es és a Douglas DC-8-as típusok megjelenésével, melyek hét órára csökkentették a menetidőt. A transzatlanti utasszállításban a Concorde jelentette a csúcsot a sebességet illetően, mely 1996-ban 2 óra 52 perc és 59 másodperc alatt ért át 1250 mérföldes óránkénti átlagsebességgel (2315 km/h), de eddigre a légitársaságok felismerték, hogy az alacsonyabb jegyárak és a kényelem jóval fontosabbak az utasok számára, mint a sebesség. Ennek megfelelően egyre nagyobb figyelem fordult a Boeing 747-eshez hasonló repülőgépek felé, mely a business-osztályon alvási lehetőséget is biztosított az utasainak. Nem a Concorde tudhatja magának a leggyorsabb transzatlanti repülést, mivel egy Lockheed SR-71A „Blackbird” katonai repülőgép 1974-ben mindössze 1 óra 54 perc alatt ért át egyik kontinensről a másikra, de természetesen nem kereskedelmi célzatú volt a repülése.

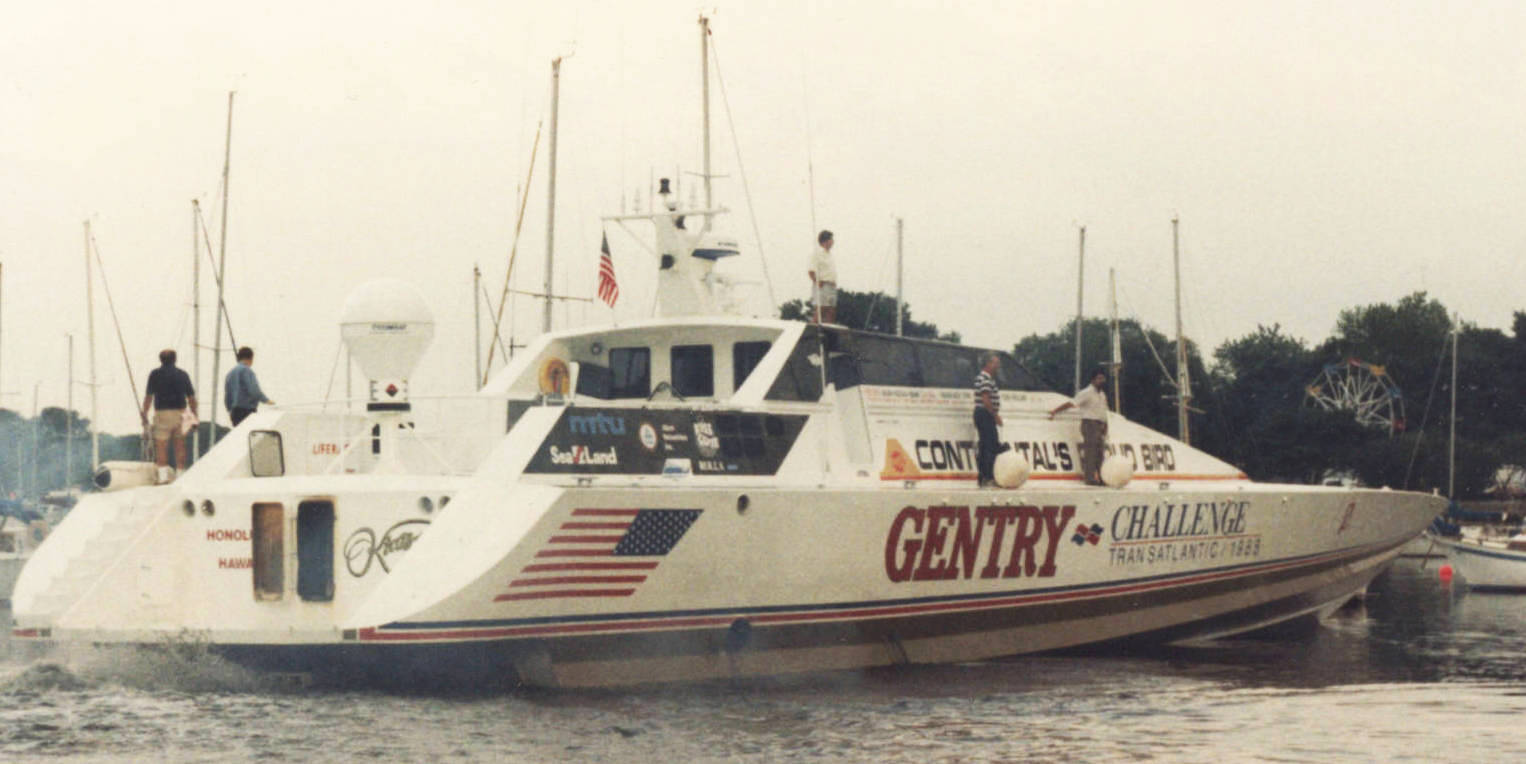
Tom Gentry Gentry Eagle-je Mamaronecknél (New York), egy rekordkísérlet előtt

A tengeren a United States rekordja 1986-ig állt fenn, mikor Richard Branson brit vállalkozó a nagy teljesítményű motorcsónakjával, a Virgin Atlantic Challengerrel megdöntötte azt. Habár több alkalommal is meg kellett állnia üzemanyagfelvétel céljából, két órát így is lefaragott a rekordból 35,4 csomóra javítva azt. Mivel ez a jármű nem utasszállító volt, a New York Maritime Museum megtagadta a Hales-trófea odaítélését. Branson emiatt megalapította a Virgin Atlantic Challenge Trophy-t, amivel hajóosztálytól függetlenül díjazták a leggyorsabb transzatlanti átkelést. Három évvel később Tom Gentry nyerte el ezt a trófeát, akinek a Gentry Eagle nevű járműve 62 óra alatt tette meg az utat 47,4 csomós átlagsebességgel.
1992-ben a Virgin Atlantic Challenge-et Aga Khan Destriero nevű járműve hódította el 58 óra 34 perces menetidővel és 53,09 csomós átlagsebességgel. A visszaútja során is rekordot döntött, megszerezve a Columbus Atlantic Trophy-t, melyet egy jacht klub alapított meg a Virgin Atlantic Challenge-re válaszul. Ezzel a leggyorsabb oda-vissza utat díjazták, amit egy bizonyos időhatáron belül kellett teljesíteni.
Időközben a katamarán kompokat, és ezáltal kétségkívül kereskedelmi hajókat építő Incat úgy döntött, megkísérli elnyerni a Hales-trófeát, melynek a rekordját még mindig a United States tartotta. A Hoverspeed Great Britain nevű egységükkel 1990-ben sikerült is megszerezniük egy 79 óra és 54 percen át tartó úttal, aminek az átlagsebessége 36,6 csomó volt. A trófea bizottsága (Hales Trophy Committee) odaítélte a díjat az Incat hajójának. Nyolc évvel később az Incat egy másik járműve, a Catalonia döntött rekordot, majd egy hónappal később a Cat-Link V 68 óra és 9 perc alatt ért át 41,28 csomós átlagsebességet produkálva.
Az expressz-óceánjárók korának leáldoztával a Kék Szalag a történelmi érdeklődés tárgyává vált és számos szerző a United States-t tartja az utolsó birtokosának. Azóta a leggyorsabb vízen való transzatlanti átkelés inkább számít fizikai és technológiai kihívásnak és legalább három különböző elismeréssel díjazhatják a kimagasló teljesítményeket.

## A rekordbeállító hajók listája
A lenti táblázatok sorolják a transzatlanti utasforgalomban sebességi rekordokat felállító hajókat. Mivel nem volt olyan testület, mely a Kék Szalag kitüntetést odaítélte volna, a kutatók a hajótársaságok archívumait és sajtójelentéseket tanulmányozva állították össze a listát. Ezek a listák utólagosan lettek összeállítva és csak a gőzmeghajtású hajókra terjednek ki. Emiatt a legtöbb helyen a Siriust tartják az első rekordbeállítónak a Great Westernnel folytatott versenye miatt 1838-ból, habár ekkoriban néhány csomagszállító vitorláshajó nála gyorsabban is teljesíteni tudta az utat. Arthur Maginnus (1892), Henry Frey (1896), Charles Lee (1931) és C. R. Benstead (1936) írásai számítottak az elfogadott forrásoknak az 1950-es évekig. Azóta C. R. Vernon Gibbs (1952), és Noel Bonsor (1975) járultak hozzá az ismeretek bővítéséhez. A német hajókkal kapcsolatosan Arnold Kludas művei nyújtanak további részleteket.
A rekorderek listája pár helyen vitatottá vált, például Gibbs az Inman City of Paris nevű hajójának tulajdonít egy 1866-os rekordbeállítást és a Cunard Russia nevű hajójának egy keleti irányú rekorddöntést a következő évből, mivel kétségesnek tartja a Scotia igényét a Kék Szalagra a megadott 14,46 csomós átlagsebességgel. Érvelése szerint ehhez túl hosszú útvonalon haladt. Későbbi írok elfogadták a Scotia rekorddöntését. Gibbsnél szerepel a National Line America nevű hajója által 1884-ben elért 17,6 csomós átlagsebességű rekord, amit más kutatók nem találnak megerősíthetőnek.

A jelentősebb hajótársaságok zászlói/címerei
Cunard Line
Collins Line
White Star Line
Inman Line
Guion Line
Norddeutscher Lloyd
Società Italia
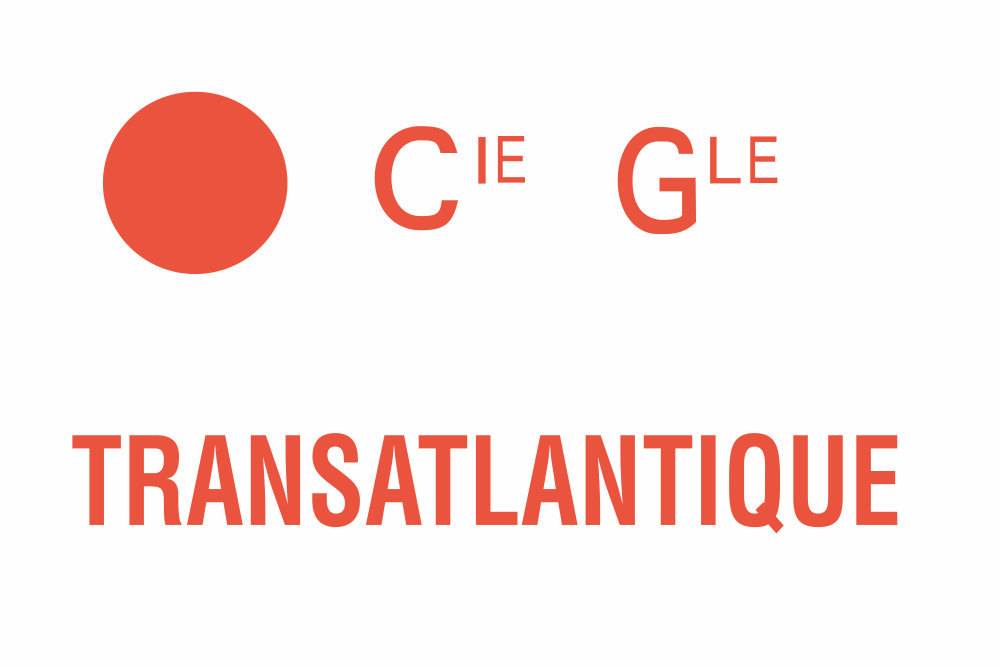
Compagnie Générale Transatlantique logó
Cunard-White Star Line
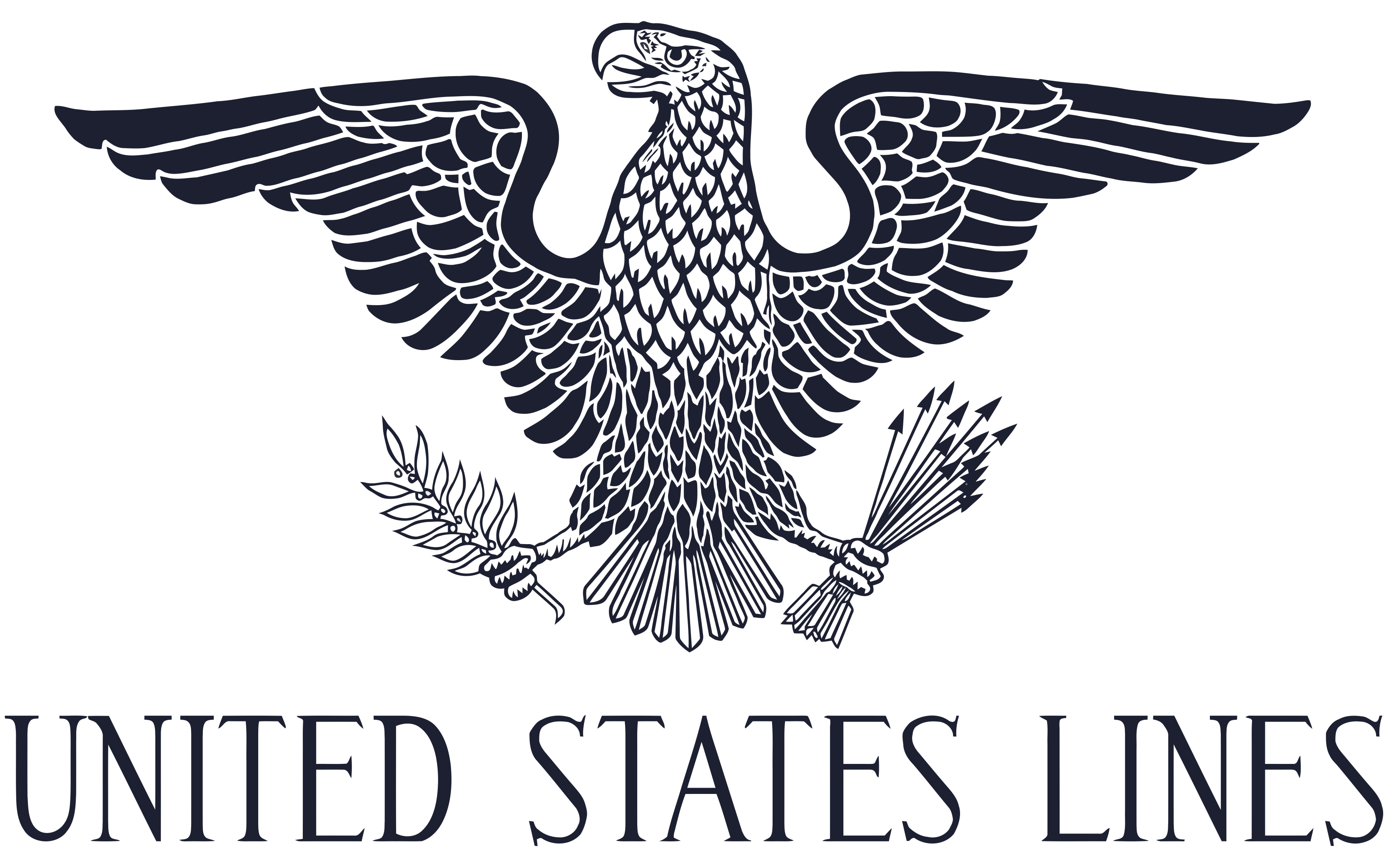
United States Lines (logó)

### Nyugati irányú rekordbeállítások
| Hajónév                  | Zászló | Év   | Dátum                         | Társaság | Indulás     | Érkezés    | Távolság                       | Nap/óra/perc     | Átlagsebesség            |
| ------------------------ | ------ | ---- | ----------------------------- | -------- | ----------- | ---------- | ------------------------------ | ---------------- | ------------------------ |
| Sirius                   |        | 1838 | április 4–22.                 | B & A    | Queenstown  | Sandy Hook | 3583 tengeri mérföld (6636 km) | 18 n, 14 ó, 22 p | 8,03 csomó (14,87 km/h)  |
| Great Western            |        | 1838 | április 8–23.                 | GW       | Avonmouth   | New York   | 3220 tengeri mérföld (5960 km) | 15 n, 12 ó, 0 p  | 8,66 csomó (16,04 km/h)  |
| Great Western            |        | 1838 | június 2–17.                  | GW       | Avonmouth   | New York   | 3140 tengeri mérföld (5820 km) | 14 n, 16 ó, 0 p  | 8,92 csomó (16,52 km/h)  |
| Great Western            |        | 1839 | május 18–31.                  | GW       | Avonmouth   | New York   | 3086 tengeri mérföld (5715 km) | 13 n, 12 ó, 0 p  | 9,52 csomó (17,63 km/h)  |
| Columbia                 |        | 1841 | június 4–15.                  |          | Liverpool   | Halifax    | 2534 tengeri mérföld (4693 km) | 10 n, 19 ó, 0 p  | 9,78 csomó (18,11 km/h)  |
| Great Western            |        | 1843 | április 29. – május 11.       | GW       | Liverpool   | New York   | 3068 tengeri mérföld (5682 km) | 12 n, 18 ó, 0 p  | 10,03 csomó (18,58 km/h) |
| Cambria                  |        | 1845 | július 19–29.                 |          | Liverpool   | Halifax    | 2534 tengeri mérföld (4693 km) | 9 n, 20 ó, 30 p  | 10,71 csomó (19,83 km/h) |
| America                  |        | 1848 | június 3–12.                  |          | Liverpool   | Halifax    | 2534 tengeri mérföld (4693 km) | 9 n, 0 ó, 16 p   | 11,71 csomó (21,69 km/h) |
| Europa                   |        | 1848 | október 14–23.                |          | Liverpool   | Halifax    | 2534 tengeri mérföld (4693 km) | 8 n, 23 ó, 0 p   | 11,79 csomó (21,84 km/h) |
| Asia                     |        | 1850 | május 18–27.                  |          | Liverpool   | Halifax    | 2534 tengeri mérföld (4693 km) | 8 n, 14 ó, 50 p  | 12,25 csomó (22,69 km/h) |
| Pacific                  |        | 1850 | szeptember 11–21.             |          | Liverpool   | New York   | 3050 tengeri mérföld (5650 km) | 10 n, 4 ó, 45 p  | 12,46 csomó (23,08 km/h) |
| Baltic                   |        | 1851 | augusztus 6–16.               |          | Liverpool   | New York   | 3039 tengeri mérföld (5628 km) | 9 n, 19 ó, 26 p  | 12,91 csomó (23,91 km/h) |
| Baltic                   |        | 1854 | június 28. – július 7.        |          | Liverpool   | New York   | 3037 tengeri mérföld (5625 km) | 9 n, 16 ó, 52 p  | 13,04 csomó (24,15 km/h) |
| Persia                   |        | 1856 | április 19–29.                |          | Liverpool   | Sandy Hook | 3045 tengeri mérföld (5639 km) | 9 n, 16 ó, 16 p  | 13,11 csomó (24,28 km/h) |
| Scotia                   |        | 1863 | július 19–27.                 |          | Queenstown  | New York   | 2820 tengeri mérföld (5220 km) | 8 n, 3 ó, 0 p    | 14,46 csomó (26,78 km/h) |
| Adriatic                 |        | 1872 | május 17–25.                  |          | Queenstown  | Sandy Hook | 2778 tengeri mérföld (5145 km) | 7 n, 23 ó, 17 p  | 14,53 csomó (26,91 km/h) |
| Germanic                 |        | 1875 | július 30. – augusztus 7.     |          | Queenstown  | Sandy Hook | 2800 tengeri mérföld (5200 km) | 7 n, 23 ó, 7 p   | 14,65 csomó (27,13 km/h) |
| City of Berlin           |        | 1875 | szeptember 17–25.             |          | Queenstown  | Sandy Bank | 2829 tengeri mérföld (5239 km) | 7 n, 18 ó, 2 p   | 15,21 csomó (28,17 km/h) |
| Britannic                |        | 1876 | október 27. – november 4.     |          | Queenstown  | Sandy Hook | 2795 tengeri mérföld (5176 km) | 7 n, 13 ó, 11 p  | 15,43 csomó (28,58 km/h) |
| Germanic                 |        | 1877 | április 6–13.                 |          | Queenstown  | Sandy Hook | 2830 tengeri mérföld (5240 km) | 7 n, 11 ó, 37 p  | 15,76 csomó (29,19 km/h) |
| Alaska                   |        | 1882 | április 9–16.                 |          | Queenstown  | Sandy Hook | 2802 tengeri mérföld (5189 km) | 7 n, 6 ó, 20 p   | 16,07 csomó (29,76 km/h) |
| Alaska                   |        | 1882 | május 14–21.                  |          | Queenstown  | Sandy Hook | 2871 tengeri mérföld (5317 km) | 7 n, 4 ó, 12 p   | 16,67 csomó (30,87 km/h) |
| Alaska                   |        | 1882 | június 18–25.                 |          | Queenstown  | Sandy Hook | 2886 tengeri mérföld (5345 km) | 7 n, 1 ó, 58 p   | 16,98 csomó (31,45 km/h) |
| Alaska                   |        | 1883 | április 29. – május 6.        |          | Queenstown  | Sandy Hook | 2844 tengeri mérföld (5267 km) | 6 n, 23 ó, 48 p  | 17,05 csomó (31,58 km/h) |
| Oregon                   |        | 1884 | április 13–19.                |          | Queenstown  | Sandy Hook | 2861 tengeri mérföld (5299 km) | 6 n, 10 ó, 10 p  | 18,56 csomó (34,37 km/h) |
| Etruria                  |        | 1885 | augusztus 16–22.              |          | Queenstown  | Sandy Hook | 2801 tengeri mérföld (5187 km) | 6 n, 5 ó, 31 p   | 18,73 csomó (34,69 km/h) |
| Umbria                   |        | 1887 | május 29. – június 4.         |          | Queenstown  | Sandy Hook | 2848 tengeri mérföld (5274 km) | 6 n, 4 ó, 12 p   | 19,22 csomó (35,60 km/h) |
| Etruria                  |        | 1888 | május 27. – június 2.         |          | Queenstown  | Sandy Hook | 2854 tengeri mérföld (5286 km) | 6 n, 1 ó, 55 p   | 19,56 csomó (36,23 km/h) |
| City of Paris            |        | 1889 | május 2–8.                    |          | Queenstown  | Sandy Hook | 2855 tengeri mérföld (5287 km) | 5 n, 23 ó, 7 p   | 19,95 csomó (36,95 km/h) |
| City of Paris            |        | 1889 | augusztus 22–28.              |          | Queenstown  | Sandy Hook | 2788 tengeri mérföld (5163 km) | 5 n, 19 ó, 18 p  | 20,01 csomó (37,06 km/h) |
| Majestic                 |        | 1891 | július 30. – augusztus 5.     |          | Queenstown  | Sandy Hook | 2777 tengeri mérföld (5143 km) | 5 n, 18 ó, 8 p   | 20,10 csomó (37,23 km/h) |
| Teutonic                 |        | 1891 | augusztus 13–19.              |          | Queenstown  | Sandy Hook | 2778 tengeri mérföld (5145 km) | 5 n, 16 ó, 31 p  | 20,35 csomó (37,69 km/h) |
| City of Paris            |        | 1892 | július 20–27.                 |          | Queenstown  | Sandy Hook | 2785 tengeri mérföld (5158 km) | 5 n, 15 ó, 58 p  | 20,48 csomó (37,93 km/h) |
| City of Paris            |        | 1892 | október 13–18.                |          | Queenstown  | Sandy Hook | 2782 tengeri mérföld (5152 km) | 5 n, 14 ó, 24 p  | 20,70 csomó (38,34 km/h) |
| Campania                 |        | 1893 | június 18–23.                 |          | Queenstown  | Sandy Hook | 2864 tengeri mérföld (5304 km) | 5 n, 15 ó, 37 p  | 21,12 csomó (39,11 km/h) |
| Campania                 |        | 1894 | augusztus 12–17.              |          | Queenstown  | Sandy Hook | 2776 tengeri mérföld (5141 km) | 5 n, 9 ó, 29 p   | 21,44 csomó (39,71 km/h) |
| Lucania                  |        | 1894 | augusztus 26–31.              |          | Queenstown  | Sandy Hook | 2787 tengeri mérföld (5162 km) | 5 n, 8 ó, 38 p   | 21,65 csomó (40,10 km/h) |
| Lucania                  |        | 1894 | szeptember 23–28.             |          | Queenstown  | Sandy Hook | 2782 tengeri mérföld (5152 km) | 5 n, 7 ó, 48 p   | 21,75 csomó (40,28 km/h) |
| Lucania                  |        | 1894 | október 21–26.                |          | Queenstown  | Sandy Hook | 2779 tengeri mérföld (5147 km) | 5 n, 7 ó, 23 p   | 21,81 csomó (40,39 km/h) |
| Kaiser Wilhelm der Große |        | 1898 | március 30. – április 3.      |          | The Needles | Sandy Hook | 3120 tengeri mérföld (5780 km) | 5 n, 20 ó, 0 p   | 22,29 csomó (41,28 km/h) |
| Deutschland              |        | 1900 | július 6–12.                  | HAPAG    | Eddystone   | Sandy Hook | 3044 tengeri mérföld (5637 km) | 5 n, 15 ó, 46 p  | 22,42 csomó (41,52 km/h) |
| Deutschland              |        | 1900 | augusztus 26. – szeptember 1. | HAPAG    | Cherbourg   | Sandy Hook | 3050 tengeri mérföld (5650 km) | 5 n, 12 ó, 29 p  | 23,02 csomó (42,63 km/h) |
| Deutschland              |        | 1901 | július 26. – augusztus 1.     | HAPAG    | Cherbourg   | Sandy Hook | 3141 tengeri mérföld (5817 km) | 5 n, 16 ó, 12 p  | 23,06 csomó (42,71 km/h) |
| Kronprinz Wilhelm        |        | 1902 | szeptember 10–16.             |          | Cherbourg   | Sandy Hook | 3047 tengeri mérföld (5643 km) | 5 n, 11 ó, 57 p  | 23,09 csomó (42,76 km/h) |
| Deutschland              |        | 1903 | szeptember 2–8.               | HAPAG    | Cherbourg   | Sandy Hook | 3054 tengeri mérföld (5656 km) | 5 n, 11 ó, 54 p  | 23,15 csomó (42,87 km/h) |
| Lusitania                |        | 1907 | október 6–10.                 |          | Queenstown  | Sandy Hook | 2780 tengeri mérföld (5150 km) | 4 n, 19 ó, 52 p  | 23,99 csomó (44,43 km/h) |
| Lusitania                |        | 1908 | május 17–21.                  |          | Queenstown  | Sandy Hook | 2889 tengeri mérföld (5350 km) | 4 n, 20 ó, 22 p  | 24,83 csomó (45,99 km/h) |
| Lusitania                |        | 1908 | július 5–10.                  |          | Queenstown  | Sandy Hook | 2891 tengeri mérföld (5354 km) | 4 n, 19 ó, 36 p  | 25,01 csomó (46,32 km/h) |
| Lusitania                |        | 1909 | augusztus 8–12.               |          | Queenstown  | Ambrose    | 2890 tengeri mérföld (5350 km) | 4 n, 16 ó, 40 p  | 25,65 csomó (47,50 km/h) |
| Mauretania               |        | 1909 | szeptember 26–30.             |          | Queenstown  | Ambrose    | 2784 tengeri mérföld (5156 km) | 4 n, 10 ó, 51 p  | 26,06 csomó (48,26 km/h) |
| Bremen                   |        | 1929 | július 17–22.                 |          | Cherbourg   | Ambrose    | 3164 tengeri mérföld (5860 km) | 4 n, 17 ó, 42 p  | 27,83 csomó (51,54 km/h) |
| Europa                   |        | 1930 | március 20–25.                |          | Cherbourg   | Ambrose    | 3157 tengeri mérföld (5847 km) | 4 n, 17 ó, 6 p   | 27,91 csomó (51,69 km/h) |
| Bremen                   |        | 1933 | június 27. – július 2.        |          | Cherbourg   | Ambrose    | 3149 tengeri mérföld (5832 km) | 4 n, 16 ó, 48 p  | 27,92 csomó (51,71 km/h) |
| Rex                      |        | 1933 | augusztus 11–16.              |          | Gibraltár   | Ambrose    | 3181 tengeri mérföld (5891 km) | 4 n, 13 ó, 58 p  | 28,92 csomó (53,56 km/h) |
| Normandie                |        | 1935 | május 30. – június 3.         |          | Bishop Rock | Ambrose    | 2971 tengeri mérföld (5502 km) | 4 n, 3 ó, 2 p    | 29,98 csomó (55,52 km/h) |
| Queen Mary               |        | 1936 | augusztus 20–24.              |          | Bishop Rock | Ambrose    | 2907 tengeri mérföld (5384 km) | 4 n, 0 ó, 27 p   | 30,14 csomó (55,82 km/h) |
| Normandie                |        | 1937 | július 29. – augusztus 2.     |          | Bishop Rock | Ambrose    | 2906 tengeri mérföld (5382 km) | 3 n, 23 ó, 2 p   | 30,58 csomó (56,63 km/h) |
| Queen Mary               |        | 1938 | augusztus 4–8.                |          | Bishop Rock | Ambrose    | 2907 tengeri mérföld (5384 km) | 3 n, 21 ó, 48 p  | 30,99 csomó (57,39 km/h) |
| United States            |        | 1952 | július 11–15.                 |          | Bishop Rock | Ambrose    | 2906 tengeri mérföld (5382 km) | 3 n, 12 ó, 12 p  | 34,51 csomó (63,91 km/h) |

### Keleti irányú rekordbeállítások
| Hajónév                  | Zászló | Év   | Dátum                      | Társaság | Indulás    | Érkezés     | Távolság                       | Nap/óra/perc     | Átlagsebesség            |
| ------------------------ | ------ | ---- | -------------------------- | -------- | ---------- | ----------- | ------------------------------ | ---------------- | ------------------------ |
| Sirius                   |        | 1838 | május 1–19.                | B & A    | New York   | Falmouth    | 3159 tengeri mérföld (5850 km) | 15 n 0 ó         | 7,31 csomó (13,54 km/h)  |
| Great Western            |        | 1838 | május 7–22.                | GW       | New York   | Avonmouth   | 3218 tengeri mérföld (5960 km) | 14 n, 15 ó, 59 p | 9,14 csomó (16,93 km/h)  |
| Great Western            |        | 1838 | június 25. – július 8.     | GW       | New York   | Avonmouth   | 3099 tengeri mérföld (5739 km) | 12 n, 16 ó, 34 p | 10,17 csomó (18,83 km/h) |
| Britannia                |        | 1841 | augusztus 4–14.            |          | Halifax    | Liverpool   | 2610 tengeri mérföld (4830 km) | 9 n, 21 ó, 44 p  | 10,98 csomó (20,33 km/h) |
| Great Western            |        | 1842 | április 28. – május 11.    | GW       | New York   | Liverpool   | 3248 tengeri mérföld (6015 km) | 12 n, 7 ó, 30 p  | 10,99 csomó (20,35 km/h) |
| Columbia                 |        | 1843 | április 4–14.              |          | Halifax    | Liverpool   | 2534 tengeri mérföld (4693 km) | 9 n, 12 ó, 0 p   | 11,11 csomó (20,58 km/h) |
| Hibernia                 |        | 1843 | május 18–27.               |          | Halifax    | Liverpool   | 2534 tengeri mérföld (4693 km) | 9 n, 10 ó, 44 p  | 11,18 csomó (20,71 km/h) |
| Hibernia                 |        | 1843 | július 18–27.              |          | Halifax    | Liverpool   | 2534 tengeri mérföld (4693 km) | 8 n, 22 ó, 44 p  | 11,80 csomó (21,85 km/h) |
| Canada                   |        | 1849 | július 19–28.              |          | Halifax    | Liverpool   | 2534 tengeri mérföld (4693 km) | 8 n, 12 ó, 44 p  | 12,38 csomó (22,93 km/h) |
| Pacific                  |        | 1851 | május 10–20.               |          | New York   | Liverpool   | 3078 tengeri mérföld (5700 km) | 9 n, 20 ó, 14 p  | 13,03 csomó (24,13 km/h) |
| Arctic                   |        | 1852 | február 7–17.              |          | New York   | Liverpool   | 3051 tengeri mérföld (5650 km) | 9 n, 17 ó, 15 p  | 13,06 csomó (24,19 km/h) |
| Persia                   |        | 1856 | április 2–12.              |          | Sandy Hook | Liverpool   | 3048 tengeri mérföld (5645 km) | 9 n, 10 ó, 22 p  | 13,46 csomó (24,93 km/h) |
| Persia                   |        | 1856 | május 14–23.               |          | Sandy Hook | Liverpool   | 3048 tengeri mérföld (5645 km) | 9 n, 3 ó, 24 p   | 13,89 csomó (25,72 km/h) |
| Persia                   |        | 1856 | augusztus 6–15.            |          | Sandy Hook | Liverpool   | 3046 tengeri mérföld (5641 km) | 8 n, 23 ó, 19 p  | 14,15 csomó (26,21 km/h) |
| Scotia                   |        | 1863 | december 16–24.            |          | New York   | Queenstown  | 2800 tengeri mérföld (5200 km) | 8 n, 5 ó, 42 p   | 14,16 csomó (26,22 km/h) |
| City of Brussels         |        | 1869 | december 4–12.             |          | Sandy Hook | Queenstown  | 2780 tengeri mérföld (5150 km) | 7 n, 20 ó, 33 p  | 14,74 csomó (27,30 km/h) |
| Baltic                   |        | 1873 | január 11–19.              |          | Sandy Hook | Queenstown  | 2840 tengeri mérföld (5260 km) | 7 n, 20 ó, 9 p   | 15,09 csomó (27,95 km/h) |
| City of Berlin           |        | 1875 | október 2–10.              |          | Sandy Hook | Queenstown  | 2820 tengeri mérföld (5220 km) | 7 n, 15 ó, 28 p  | 15,37 csomó (28,47 km/h) |
| Germanic                 |        | 1876 | február 5–13.              |          | Sandy Hook | Queenstown  | 2894 tengeri mérföld (5360 km) | 7 n, 15 ó, 17 p  | 15,79 csomó (29,24 km/h) |
| Britannic                |        | 1876 | december 16–24.            |          | Sandy Hook | Queenstown  | 2892 tengeri mérföld (5356 km) | 7 n, 12 ó, 41 p  | 15,94 csomó (29,52 km/h) |
| Arizona                  |        | 1879 | július 22–29.              |          | Sandy Hook | Queenstown  | 2810 tengeri mérföld (5200 km) | 7 n, 8 ó, 11 p   | 15,96 csomó (29,56 km/h) |
| Alaska                   |        | 1882 | május 30. – június 6.      |          | Sandy Hook | Queenstown  | 2791 tengeri mérföld (5169 km) | 6 n, 22 ó, 0 p   | 16,81 csomó (31,13 km/h) |
| Alaska                   |        | 1882 | szeptember 12–19.          |          | Sandy Hook | Queenstown  | 2781 tengeri mérföld (5150 km) | 6 n, 18 ó, 37 p  | 17,10 csomó (31,67 km/h) |
| Oregon                   |        | 1884 | március 29. – április 5.   |          | Sandy Hook | Queenstown  | 2916 tengeri mérföld (5400 km) | 7 n, 2 ó, 18 p   | 17,12 csomó (31,71 km/h) |
| Oregon                   |        | 1884 | április 26. – május 3.     |          | Sandy Hook | Queenstown  | 2916 tengeri mérföld (5400 km) | 6 n, 16 ó, 57 p  | 18,09 csomó (33,50 km/h) |
| Oregon                   |        | 1884 | július 30. – augusztus 6.  |          | Sandy Hook | Queenstown  | 2853 tengeri mérföld (5284 km) | 6 n, 12 ó, 54 p  | 18,18 csomó (33,67 km/h) |
| Oregon                   |        | 1884 | szeptember 3–10.           |          | Sandy Hook | Queenstown  | 2853 tengeri mérföld (5284 km) | 6 n, 11 ó, 9 p   | 18,39 csomó (34,06 km/h) |
| Etruria                  |        | 1885 | augusztus 1–7.             |          | Sandy Hook | Queenstown  | 2822 tengeri mérföld (5226 km) | 6 n, 9 ó, 0 p    | 18,44 csomó (34,15 km/h) |
| Etruria                  |        | 1888 | július 7–14.               |          | Sandy Hook | Queenstown  | 2981 tengeri mérföld (5521 km) | 6 n, 4 ó, 50 p   | 19,36 csomó (35,85 km/h) |
| City of Paris            |        | 1889 | május 15–22.               |          | Sandy Hook | Queenstown  | 2894 tengeri mérföld (5360 km) | 6 n, 0 ó, 29 p   | 20,03 csomó (37,10 km/h) |
| City of New York         |        | 1892 | augusztus 17–23.           |          | Sandy Hook | Queenstown  | 2814 tengeri mérföld (5212 km) | 5 n, 19 ó, 57 p  | 20,11 csomó (37,24 km/h) |
| Campania                 |        | 1893 | május 6–12.                |          | Sandy Hook | Queenstown  | 2928 tengeri mérföld (5423 km) | 5 n, 17 ó, 27 p  | 21,30 csomó (39,45 km/h) |
| Lucania                  |        | 1894 | május 6–12.                |          | Sandy Hook | Queenstown  | 2911 tengeri mérföld (5391 km) | 5 n, 13 ó, 28 p  | 21,81 csomó (40,39 km/h) |
| Lucania                  |        | 1894 | június 2–8.                |          | Sandy Hook | Queenstown  | 2911 tengeri mérföld (5391 km) | 5 n, 12 ó, 59 p  | 21,90 csomó (40,56 km/h) |
| Lucania                  |        | 1895 | május 18–24.               |          | Sandy Hook | Queenstown  | 2897 tengeri mérföld (5365 km) | 5 n, 11 ó, 40 p  | 22,00 csomó (40,74 km/h) |
| Kaiser Wilhelm der Große |        | 1897 | november 23–29.            |          | Sandy Hook | Needles     | 3065 tengeri mérföld (5676 km) | 5 n, 17 ó, 23 p  | 22,33 csomó (41,36 km/h) |
| Deutschland              |        | 1900 | július 18–24.              | HAPAG    | Sandy Hook | Eddystone   | 3085 tengeri mérföld (5713 km) | 5 n, 15 ó, 5 p   | 22,84 csomó (42,30 km/h) |
| Deutschland              |        | 1900 | szeptember 4–10.           | HAPAG    | Sandy Hook | Eddystone   | 2981 tengeri mérföld (5521 km) | 5 n, 7 ó, 38 p   | 23,36 csomó (43,26 km/h) |
| Deutschland              |        | 1901 | június 13–19.              | HAPAG    | Sandy Hook | Eddystone   | 3083 tengeri mérföld (5710 km) | 5 n, 11 ó, 51 p  | 23,38 csomó (43,30 km/h) |
| Deutschland              |        | 1901 | július 10–17.              | HAPAG    | Sandy Hook | Eddystone   | 3082 tengeri mérföld (5708 km) | 5 n, 11 ó, 5 p   | 23,51 csomó (43,54 km/h) |
| Kaiser Wilhelm II        |        | 1904 | június 14–20.              |          | Sandy Hook | Eddystone   | 3112 tengeri mérföld (5763 km) | 5 n, 11 ó, 58 p  | 23,58 csomó (43,67 km/h) |
| Lusitania                |        | 1907 | október 19–24.             |          | Sandy Hook | Queenstown  | 2807 tengeri mérföld (5199 km) | 4 n, 22 ó, 53 p  | 23,61 csomó (43,73 km/h) |
| Mauretania               |        | 1907 | november 30. – december 5. |          | Beady Hook | Queenstown  | 2807 tengeri mérföld (5199 km) | 4 n, 22 ó, 33 p  | 23,69 csomó (43,87 km/h) |
| Mauretania               |        | 1908 | január 25–30.              |          | Sandy Hook | Queenstown  | 2932 tengeri mérföld (5430 km) | 5 n, 2 ó, 41 p   | 23,90 csomó (44,26 km/h) |
| Mauretania               |        | 1908 | március 7–12.              |          | Sandy Hook | Queenstown  | 2932 tengeri mérföld (5430 km) | 5 n, 0 ó, 5 p    | 24,42 csomó (45,23 km/h) |
| Mauretania               |        | 1909 | február 3–8.               |          | Ambrose    | Queenstown, | 2930 tengeri mérföld (5430 km) | 4 n, 20 ó, 27 p  | 25,16 csomó (46,60 km/h) |
| Mauretania               |        | 1909 | március 17–22.             |          | Ambrose    | Queenstown  | 2934 tengeri mérföld (5434 km) | 4 n, 18 ó, 35 p  | 25,61 csomó (47,43 km/h) |
| Mauretania               |        | 1909 | május 5–10.                |          | Ambrose    | Queenstown  | 2934 tengeri mérföld (5434 km) | 4 n, 18 ó, 11 p  | 25,70 csomó (47,60 km/h) |
| Mauretania               |        | 1909 | június 16–21.              |          | Ambrose    | Queenstown  | 2933 tengeri mérföld (5432 km) | 4 n, 17 ó, 21 p  | 25,88 csomó (47,93 km/h) |
| Mauretania               |        | 1924 | augusztus 20–25.           |          | Ambrose    | Cherbourg   | 3198 tengeri mérföld (5923 km) | 5 n, 1 ó, 49 p   | 26,25 csomó (48,62 km/h) |
| Bremen                   |        | 1929 | július 27. – augusztus 1.  |          | Ambrose    | Eddystone   | 3084 tengeri mérföld (5712 km) | 4 n, 14 ó, 30 p  | 27,91 csomó (51,69 km/h) |
| Bremen                   |        | 1933 | június 10–15.              |          | Ambrose    | Cherbourg   | 3199 tengeri mérföld (5925 km) | 4 n, 16 ó, 15 p  | 28,51 csomó (52,80 km/h) |
| Normandie                |        | 1935 | június 7–11.               |          | Ambrose    | Bishop Rock | 3015 tengeri mérföld (5584 km) | 4 n, 3 ó, 25 p   | 30,31 csomó (56,13 km/h) |
| Queen Mary               |        | 1936 | augusztus 26–30.           |          | Ambrose    | Bishop Rock | 2939 tengeri mérföld (5443 km) | 3 n, 23 ó, 57 p  | 30,63 csomó (56,73 km/h) |
| Normandie                |        | 1937 | március 18–22.             |          | Ambrose    | Bishop Rock | 2967 tengeri mérföld (5495 km) | 4 n, 0 ó, 6 p    | 30,99 csomó (57,39 km/h) |
| Normandie                |        | 1937 | augusztus 4–8.             |          | Ambrose    | Bishop Rock | 2936 tengeri mérföld (5437 km) | 3 n, 22 ó, 7 p   | 31,20 csomó (57,78 km/h) |
| Queen Mary               |        | 1938 | augusztus 10–14.           |          | Ambrose    | Bishop Rock | 2938 tengeri mérföld (5441 km) | 3 n, 20 ó, 42 p  | 31,69 csomó (58,69 km/h) |
| United States            |        | 1952 | július 3–7.                |          | Ambrose    | Bishop Rock | 2942 tengeri mérföld (5449 km) | 3 n, 10 ó, 40 p  | 35,59 csomó (65,91 km/h) |

## Fordítás
- Ez a szócikk részben vagy egészben  a   Blue Riband című angol Wikipédia-szócikk ezen változatának fordításán alapul.  Az eredeti cikk szerkesztőit annak laptörténete sorolja fel. Ez a jelzés csupán a megfogalmazás eredetét és a szerzői jogokat jelzi, nem szolgál a cikkben szereplő információk forrásmegjelöléseként.
- Ez a szócikk részben vagy egészben  a   Blaues Band című német Wikipédia-szócikk ezen változatának fordításán alapul.  Az eredeti cikk szerkesztőit annak laptörténete sorolja fel. Ez a jelzés csupán a megfogalmazás eredetét és a szerzői jogokat jelzi, nem szolgál a cikkben szereplő információk forrásmegjelöléseként.

## Kapcsolódó olvasmányok
- Arnd Stroeh: From Superliners to Airliners, 2003. február 27. [2015. július 4-i dátummal az eredetiből archiválva]. (Hozzáférés: 2008. január 2.)
- Jeff Newman: The Blue Riband of the North Atlantic, westbound and eastbound holders. greatships.net. (Hozzáférés: 2008. január 2.)
  - ami idéz innen: N.R.P. Bonsor. North Atlantic Seaway, Vol. 5 (1980)
- Michael Pocock: Information about the Kronprinz Wilhelm's award-winning voyage. Maritime Quest. (Hozzáférés: 2008. január 2.)

## Külső linkek
- SS Rex flying blue pennant at pinterest